# Пресли, Элвис
Э́лвис А́арон Пре́сли (англ. Elvis Aaron Presley; 8 января 1935, Тьюпело, Миссисипи, США — 16 августа 1977, Мемфис, Теннесси, США) — американский певец и актёр, один из самых коммерчески успешных исполнителей популярной музыки XX века. Также известен как «король рок-н-ролла» (в английском языке также распространены упоминания «Элвис» и просто «Король»).
Пресли популяризовал рок-н-ролл, хотя и не был первым исполнителем в этом жанре. Он соединил стили кантри и блюз, дав рождение новому стилю музыки — рокабилли, к которому обращался, начиная с первых записей на Sun Records в середине 1950-х годов (кавер-версии «That’s All Right», «Blue Suede Shoes», «Tutti Frutti», «Hound Dog», «Burning Love» и собственные песни «Heartbreak Hotel», «All Shook Up», «Jailhouse Rock»). Вкрапляя в свой стиль элементы госпел и эстрады, Пресли вышел за рамки рокабилли и достиг мировой популярности. В 1956 году дебютировал в кино («Люби меня нежно»). В 1958—1960 годах проходил службу в ВС США; после возвращения из армии вновь стал записываться («It’s Now or Never», «Are You Lonesome Tonight?» и др. хиты), после чего сконцентрировался на кинокарьере, снявшись в общей сложности в 31 фильме и записав два десятка саундтреков, большая часть которых оценивается крайне слабо.
Переломным в карьере Пресли стал его первый телеконцерт (1968), обозначивший отход от устаревшего стиля музыкальных кинолент и вернувший страсть к выступлениям. Записи конца 1960-х — 1970-х годов отмечены влиянием кантри, соул и эстрады (хиты «In the Ghetto», «Suspicious Minds», «Always on My Mind» и др.). Элвис возвращается к концертной деятельности, которая становится доминирующей чертой его последующей карьеры (ежегодные ангажементы в Лас-Вегасе, гастроли по США). В 1973 году при помощи спутниковой связи проходит международная трансляция концерта «Aloha from Hawaii». Злоупотребление медикаментами привело к усилению депрессии и ухудшению здоровья, что стало причиной смерти Пресли в 1977 году.
Творчество Пресли неизменно продолжает пользоваться спросом; в мире продано более 1 млрд экземпляров пластинок (включая новейшие издания с ранее не издававшимися записями). Пресли — лауреат трёх премий «Грэмми» (1968, 1973, 1975), один из первых музыкантов, включённых в «Зал славы рок-н-ролла» (1986), причём шесть его песен вошли в список «Песни, которые сформировали рок-н-ролл». Американский журнал «Rolling Stone» поместил Пресли на 3-е место в списке величайших певцов всех времён и на 3-е место в списке «Бессмертные: 50 величайших артистов всех времён» (2004).
Канал VH1 поместил Пресли на 8-е место среди «100 величайших исполнителей рок-н-ролла» в 1998 году. «BBC» поставила его на второе место в рейтинге «Голоса века» в 2001 году. «CMT» поставила его на 15-е место среди «40 величайших людей в музыке кантри» в 2005 году. Канал «Discovery» поместил его на 8-е место в списке «Величайших американцев» в 2005 году. В 2005 году издание Variety поместило его в первую десятку списка «100 икон века». В 2006 году издание Atlantic поставило его на 66-е место среди «100 самых влиятельных фигур в американской истории».

## Ранние годы (1935—1953)

### Детство

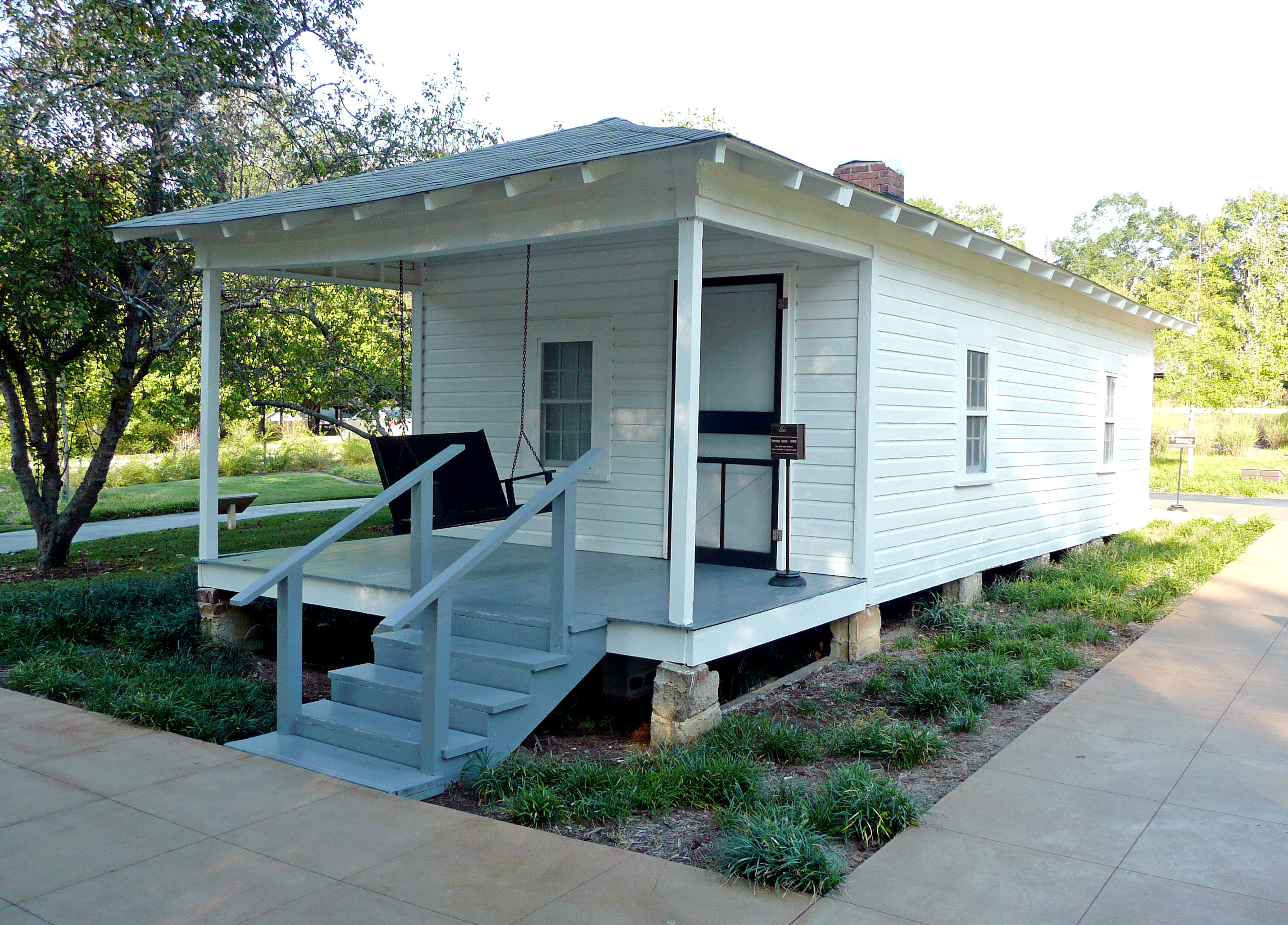
Дом, в котором родился Пресли

Элвис Пресли родился 8 января 1935 года в Тьюпело, штат Миссисипи, в семье Вернона (1916—1979) и Глэдис Пресли (урожд. Смит; 1912—1958). Имя Элвис было дано в честь отца (его полным именем было Вернон Элвис Пресли) и хорошего друга отца Пресли, Аарона Кеннеди. Родители Пресли выбрали написание его второго имени Арон. Причиной этому была либо орфографическая ошибка, либо чтобы сделать его похожим на имя мертворожденного близнеца Элвиса, Джесси Гарона Пресли. В свою очередь, Джесси, по-видимому, был назван в честь отца Вернона, Джесси Прессли (с двумя буквами «с»), хотя написание было немного другим.
Ближе к концу своей жизни Элвис стремился изменить написание своего второго имени на традиционное и библейское Аарон. Однажды он случайно узнал, что в официальных государственных записях он необъяснимым образом указан как Аарон, а не Арон, в отличие от первоначальных записей о рождении. В Мемфисе Элвис был зачислен в восьмой класс средней школы Хьюмса под именем Элвис Аарон Пресли. Зная планы Элвиса относительно своего второго имени, Аарон — это написание, которое его отец выбрал для надгробия Элвиса, и именно это написание его семья определила как официальное написание, которое используется как второе имя и сегодня. Полное имя, официально использующееся в настоящее время его компанией — Элвис Аарон Пресли.
До середины 1970-х годов Пресли сам всегда писал своё имя с одной A. Свидетельство о рождении также содержит одну букву А (более того, свидетельство о рождении было исправлено по настоянию родителей, ибо туда неверно было внесено имя с двумя А).
По линии отца предки Пресли были выходцами из Шотландии и Германии. Со стороны матери у Пресли были шотландско-ирландские корни; среди её предков были также нормандцы, а прапрабабка была индианкой из племени чероки. Доминирующее положение в семье занимала Глэдис; Вернон не был амбициозным человеком и не имел постоянного заработка.
Семья была бедной. Материальное положение усугубилось, когда в 1938 году его отца Вернона Пресли посадили на два года в тюрьму по обвинению в подделке чеков.
Элвис с детства рос в окружении музыки и религии: он посещал церковь Ассамблеи Бога и пел в церковном хоре. На одиннадцатилетие родители подарили Элвису гитару — вместо велосипеда, который семья не могла себе позволить. Возможно, на такой выбор повлиял первый музыкальный успех Элвиса — за несколько месяцев до этого он получил приз на ярмарке за исполнение народной песни «Old Shep». В течение следующего года он получал базовые уроки игры на гитаре у двух своих дядей и нового пастора в семейной церкви. Пресли вспоминал: «Я взял гитару, наблюдал за людьми и немного научился играть. Но я бы никогда не стал петь на публике. Я очень стеснялся этого».
В сентябре 1946 года Пресли поступил в новую школу Милам в шестой класс. Его считали одиночкой. На следующий год он начал ежедневно приносить свою гитару в школу. Он играл и пел во время обеда, и его часто дразнили как дрянного ребёнка", который играл хиллбилли. К тому времени семья жила в районе для чернокожих. Пресли был поклонником шоу Миссисипи Слим на радиостанции Tupelo WELO. Младший брат Слима, который был одним из одноклассников Пресли и часто брал его с собой на станцию, описал его как помешанного на музыке. Слим дополнил обучение Пресли игре на гитаре, продемонстрировав технику аккордирования. Когда его протеже исполнилось двенадцать лет, Слим назначил ему два выступления в прямом эфире. В первый раз Пресли испытал страх перед сценой, но на следующей неделе ему удалось выступить.

### Переезд в Мемфис
В ноябре 1948 года семья Пресли переехала в Мемфис (штат Теннесси), где было больше возможностей для отца Пресли найти работу. Именно в Мемфисе Элвис начал более осознанно интересоваться современной музыкой, по радио он слушал кантри, традиционную эстраду, а также передачи с негритянской музыкой (блюз, буги-вуги, ритм-н-блюз). Он также часто посещал кварталы Биль-стрит в Мемфисе, где наблюдал игру чёрных блюзменов и бродил по афроамериканским магазинам, под влиянием которых у Элвиса выработался свой стиль одежды. Когда в восьмом классе учительница по музыке сказала Элвису, что у него нет способностей к пению, на следующий день он принёс гитару и спел «Keep Them Cold Icy Fingers Off Me», чтобы доказать обратное.
В 1950 году Элвис начал брать уроки игры на гитаре у Джесси Ли Денсона, соседа по квартирному комплексу. Среди друзей Денсона были братья Дорси и Джонни Бёрнетты — будущие звёзды рокабилли, а также Джонни Блэк — брат Билла Блэка, будущего басиста Пресли. Все вместе они играли на улице перед домом; основной репертуар состоял из песен кантри и госпел. Пресли также стал посещать ежемесячные госпельные шоу, проводившиеся в зале «Эллис Аудиториум», которые произвели на него глубокое впечатление.
В апреле 1953 года, за два месяца до окончания школы, Пресли выступил на ежегодном школьном фестивале и на школьном пикнике в Овертон-парке.

## Начало карьеры (1953—1955)

### Первые пробы
В августе 1953 года Пресли решил зайти в звукозаписывающую студию «Memphis Recording Service», принадлежавшую Сэму Филлипсу, владельцу лейбла Sun Records, и за восемь долларов записал пластинку с двумя песнями «My Happiness» и «That’s When Your Heartaches Begin». Позже он будет утверждать, что эти записи были сделаны в качестве сюрприза для его матери или просто ради эксперимента. Филлипс попросил секретаря студии взять певца на заметку. Однако в последующие месяцы никаких предложений от студии не поступало.
В январе 1954 года Пресли зашёл записать ещё одну пластинку для себя, спев песни «I’ll Never Stand in Your Way» и «It Wouldn’t Be the Same Without You».
Весной 1954 года Пресли безуспешно попытался пройти прослушивание для местного госпельного квартета Songfellows («Они сказали мне, что я не умею петь»). Также окончилось провалом выступление «на пробу» в одном из мемфисских клубов в мае (руководитель ансамбля сказал ему, что из него никогда не выйдет певца, и что лучше ему работать водителем грузовика).

### «That’s All Right»
26 июня 1954 года Пресли позвонили со студии «Sun Records» и пригласили на репетицию: Сэм Филлипс хотел записать песню «Without You» и решил попробовать Пресли в качестве вокалиста. Несмотря на то, что Филлипс не был удовлетворён результатом репетиций, он вновь связался с Пресли через неделю, на этот раз попросив его поработать вместе с гитаристом Скотти Муром и контрабасистом Биллом Блэком — оба в то время играли в местной любительской группе Starlite Wranglers. 5 июля было решено сделать пробные записи. После работы над двумя балладами, не впечатлившими Филлипса, музыканты сделали перерыв, во время которого Пресли вдруг стал наигрывать «That’s All Right (Mama)» Артура Крудапа, — причём этой блюзовой композиции он в шутку придал неожиданный ритм. Мур и Блэк тут же присоединились. Услышав игру в студии, Филлипс спросил музыкантов, чем они занимаются. Те признались, что сами не знают, что пытаются играть. Филлипс попросил их повторить то же самое и записал песню. Позже Филлипс отнёс запись на местную радиостанцию; впечатлённый песней, диск-жокей проигрывал её по несколько раз в час. Вскоре стали поступать звонки от слушателей, желавших узнать больше о певце. Пресли был приглашён в студию и дал интервью в прямом эфире. Чтобы развеять сомнения аудитории в том, что исполнитель не является афроамериканцем, диск-жокей особо отметил название школы Пресли, так как в годы сегрегации белые и афроамериканцы учились раздельно.
По стопам успеха «That’s All Right» Пресли, Мур и Блэк через несколько дней записали в той же манере песню «Blue Moon of Kentucky», кантри-хит Билла Монро 1946 года. Обе песни вышли на пластинке 19 июля 1954 года; сингл был продан в количестве 20 тысяч экз. и занял 4-ю позицию в местном хит-параде.

### Ранние синглы и выступления

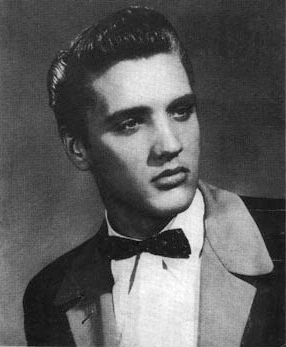
Элвис в 1954 году

17 июля 1954 года Пресли, Мур и Блэк впервые выступили на публике в мемфисском клубе «Бон Эйр», а с августа трио стало регулярно играть в клубе «Иглз Нест»; на афишах того времени Пресли, Мур и Блэк указывались как The Blue Moon Boys. 2 октября состоялось выступление в популярном радиоконцерте «Гранд-Ол-Опри» в Нашвилле. Один из организаторов с неприязнью отнёсся к стилю Пресли, после чего тот решил никогда больше не принимать участия в этой передаче. Через две недели Пресли, Мур и Блэк появились в другой музыкальной радиопередаче — «Луизиана Хэйрайд» (г. Шривпорт), — и вскоре стали регулярными звёздами программы. Всеми вопросами, касавшимися гастролей и контрактов, занимался мемфисский антрепренёр Боб Нил. В начале 1955 года Нил привлёк к сотрудничеству полковника Тома Паркера, обладавшего большим опытом и широкими связями в американском шоу-бизнесе. Благодаря Паркеру, управлявшему в то время делами звезды кантри Хэнка Сноу, Пресли стал участвовать в его сборных концертах на Юге США. Через посредничество Паркера Пресли в 1955 году заключил контракт с издательской фирмой Hill & Range братьев Абербахов, в задачу которых входило приобретение авторских прав на записываемые им песни (для музыкального каталога Пресли были специально учреждены дочерние фирмы Elvis Presley Music, Inc. и Gladys Music, Inc).
Второй сингл Пресли — «Good Rockin' Tonight» — вышел 25 сентября 1954 года и черпал вдохновение, как и дебютная пластинка, из двух разных жанров: на первой стороне был блюзовый хит в новой аранжировке, на второй — кавер-версия эстрадной песни Дина Мартина. По тому же принципу в течение последующего года вышли ещё три сингла: «Milkcow Blues Boogie» (28 декабря 1954), «Baby, Let’s Play House» (10 апреля 1955) и «I Forgot to Remember to Forget» (6 августа 1955). Благодаря новым записям и непрерывным гастролям известность Пресли на Юге США возрастала с каждым месяцем. К середине лета 1955 года пластинки Пресли перешагнули рамки провинциальной популярности: «Baby, Let’s Play House» заняла 5-е место в категории «кантри» журнала «Биллборд». Журналы «Кэшбокс» и «Биллборд» писали о Пресли как о самой многообещающей звезде кантри. Учитывая этот момент, Том Паркер, ставший с августа 1955 года партнёром в делах Пресли, настойчиво пытался заинтересовать RCA Records, с которой у него были многолетние связи: у этой крупной фирмы звукозаписи были более широкие возможности для сбыта музыкальной продукции, чем у Sun Records. Наконец, 21 ноября 1955 года в студии Sun представители RCA подписали контракт с Филлипсом и Пресли через посредничество Паркера и Нила. Филлипс получил 35 000 долларов, взамен RCA приобрели весь каталог записей Пресли на Sun, включая все плёнки с неизданными песнями и эксклюзивное право на сбыт всех ранее выпущенных песен; Пресли полагалось 5 % с продаж пластинок.

## На пике популярности (1956—1960)

### Первые пластинки на RCA и телевыступления
Первые записи на RCA Records состоялись в январе 1956 года в студиях Нашвилла и Нью-Йорка под руководством продюсера Стива Шолза. Помимо Скотти Мура, Билла Блэка и недавно взятого барабанщика Доминика Фонтаны в записи также приняли участие гитарист Чет Аткинс, пианист Флойд Крамер и вокальный квартет The Jordanaires, ставший с этого момента постоянным аккомпанирующим ансамблем Пресли. Результатом этих сеансов звукозаписи стали сингл «Heartbreak Hotel» (27 января 1956) и дебютный альбом Elvis Presley (23 марта 1956); оба диска заняли 1-е места в национальном хит-параде США и были распроданы в количестве более миллиона экземпляров. Долгоиграющая пластинка открывалась композицией «Blue Suede Shoes» Карла Перкинса, бывшего коллеги Пресли по Sun Records, выпустившего песню в начале года. По договорённости с Сэмом Филлипсом, RCA намеренно не выпустили в то время «Blue Suede Shoes» Пресли в качестве сингла, дав возможность раскрутиться версии Перкинса самостоятельно. Альбом включал кавер-версии хитов Рэя Чарльза («I Got a Woman») и Литла Ричарда («Tutti Frutti»), а также неизданные записи, сделанные ещё на Sun Records в 1954—1955 годах.

28 января Пресли впервые выступил по национальному телевидению, исполнив на передаче «Стейдж Шоу» братьев Дорси песню «Shake, Rattle and Roll»; Пресли появлялся на телепередаче ещё пять раз на протяжении последующих двух месяцев. Именно в это время к Пресли приходит популярность национального масштаба. Ввиду этого, Том Паркер организовал двухнедельный ангажемент в Лас-Вегасе в конце апреля, однако выступления Пресли вызвали прохладную реакцию местной публики. Между тем, известность и популярность к Пресли стала приходить за рубежом: к концу 1950-х годов его синглы занимали верхние строчки хит-парадов Великобритании, Канады, Австралии, Южной Африки и Италии. В статье газеты «Нью-Йорк Таймс» от 3 февраля 1957 года сообщалось об увлечении Пресли в СССР, несмотря на отсутствие пластинок в продаже.

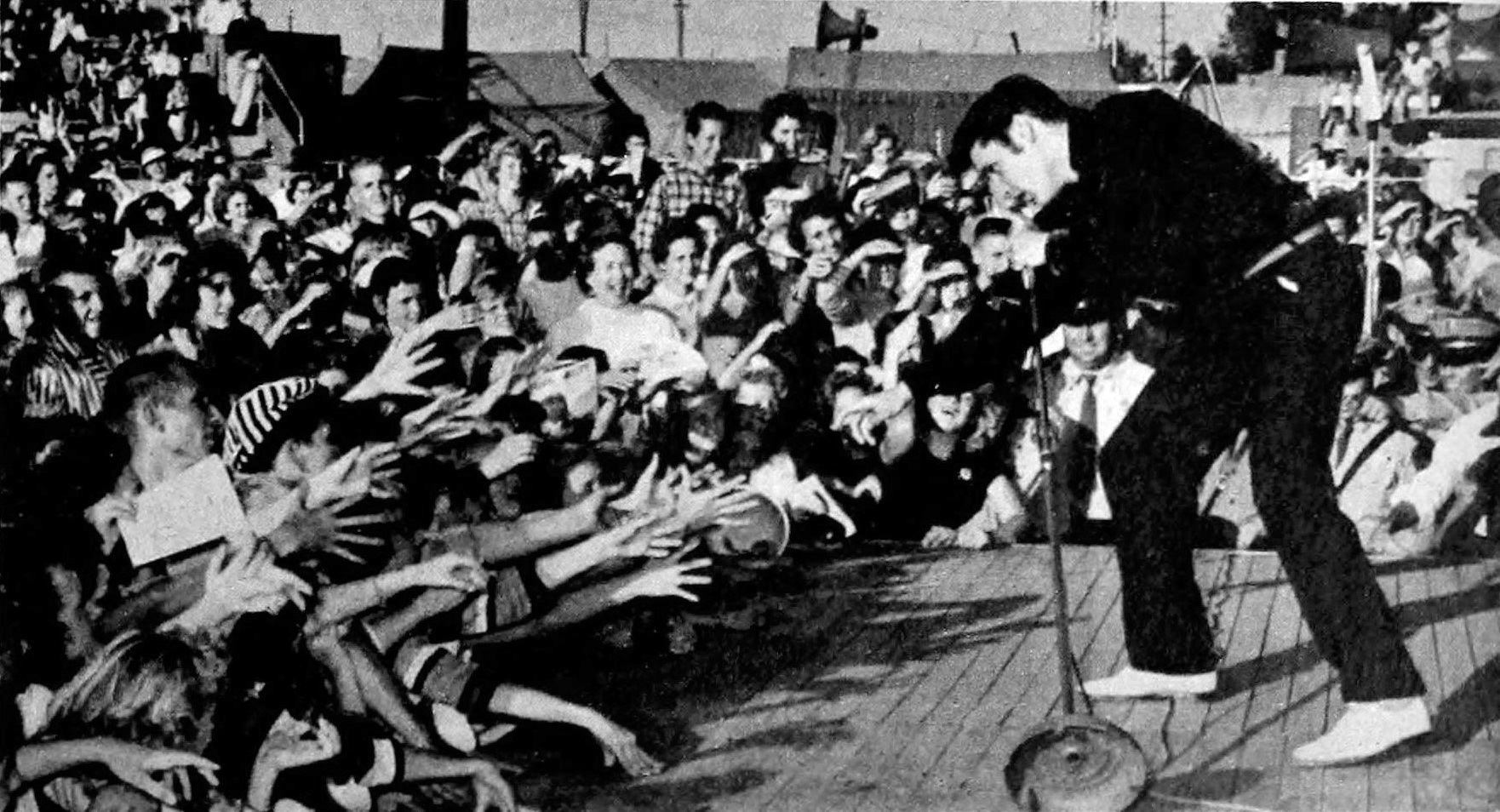
Пресли выступает в торгово-выставочном центре Миссисипи-Алабама в Тьюпело, сентябрь 1956
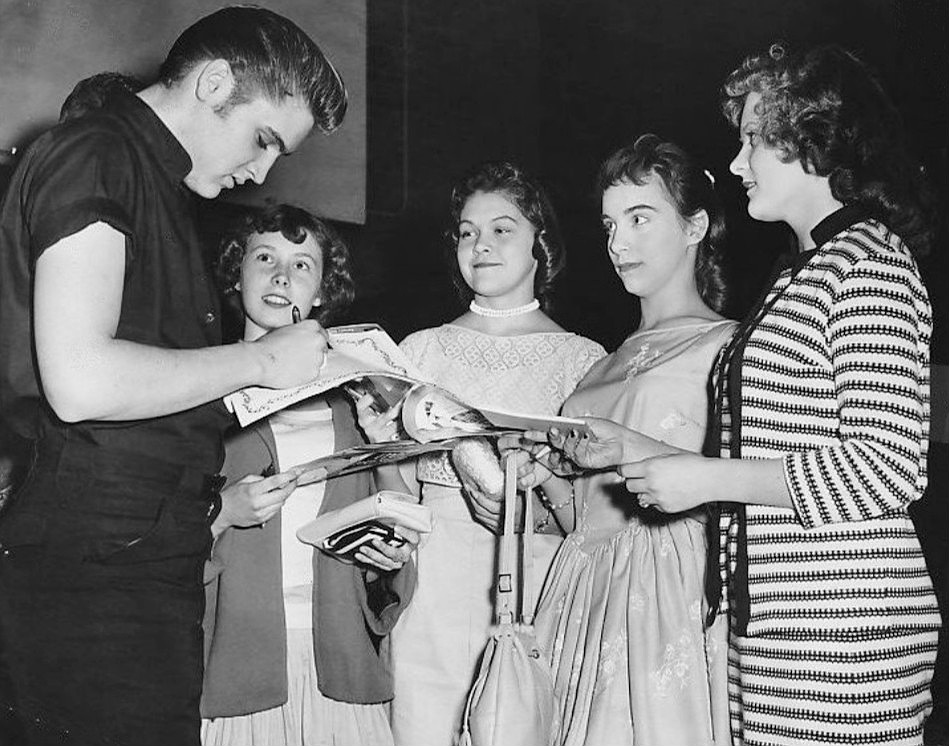
Пресли раздаёт автографы в Миннеаполисе в 1956 году
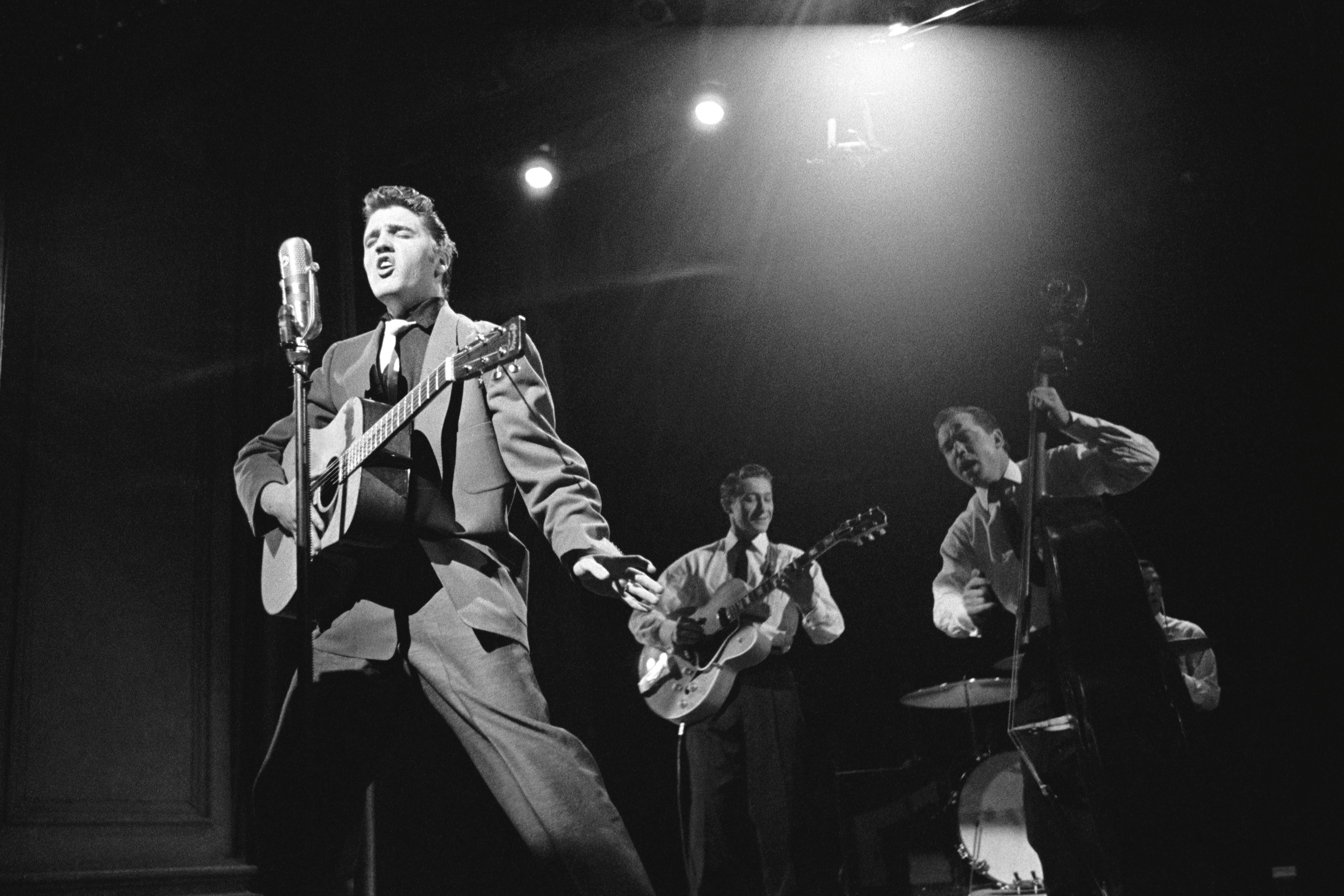
Пресли выступает со Скотти Муром и Биллом Блэком, сентябрь 1956
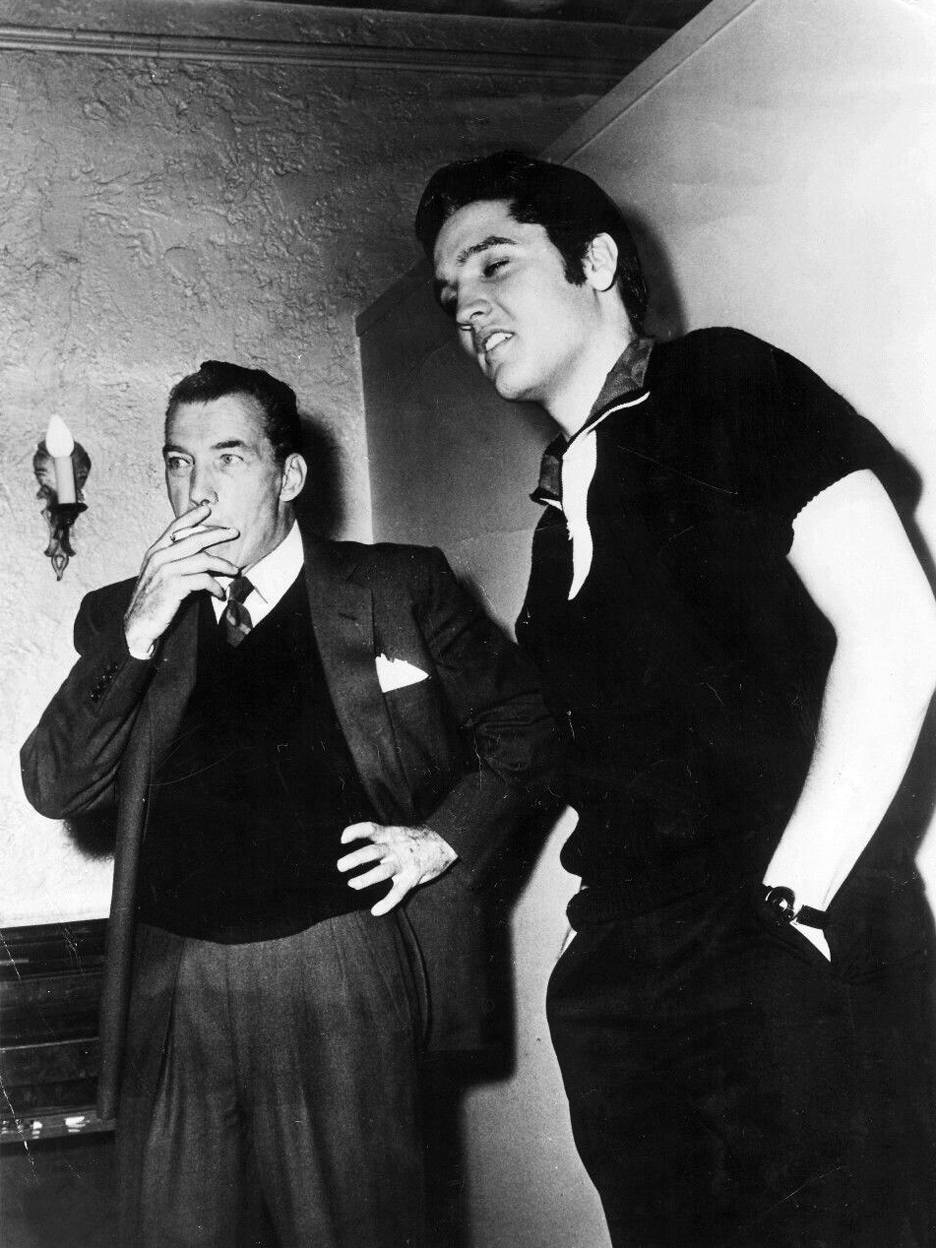
Элвис Пресли и Эд Салливан, октябрь 1956
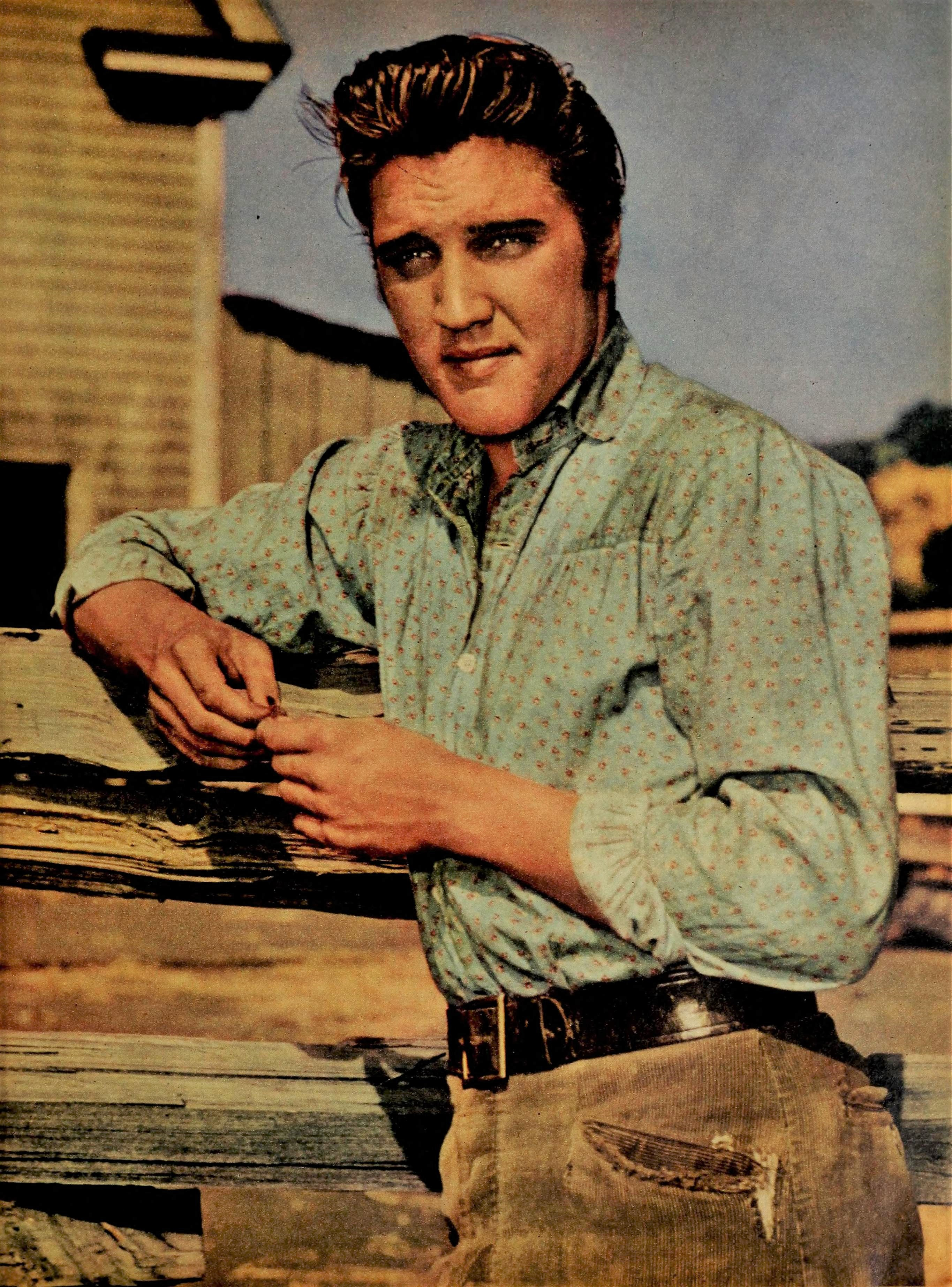
Элвис Пресли в фильме «Люби меня нежно», январь 1957
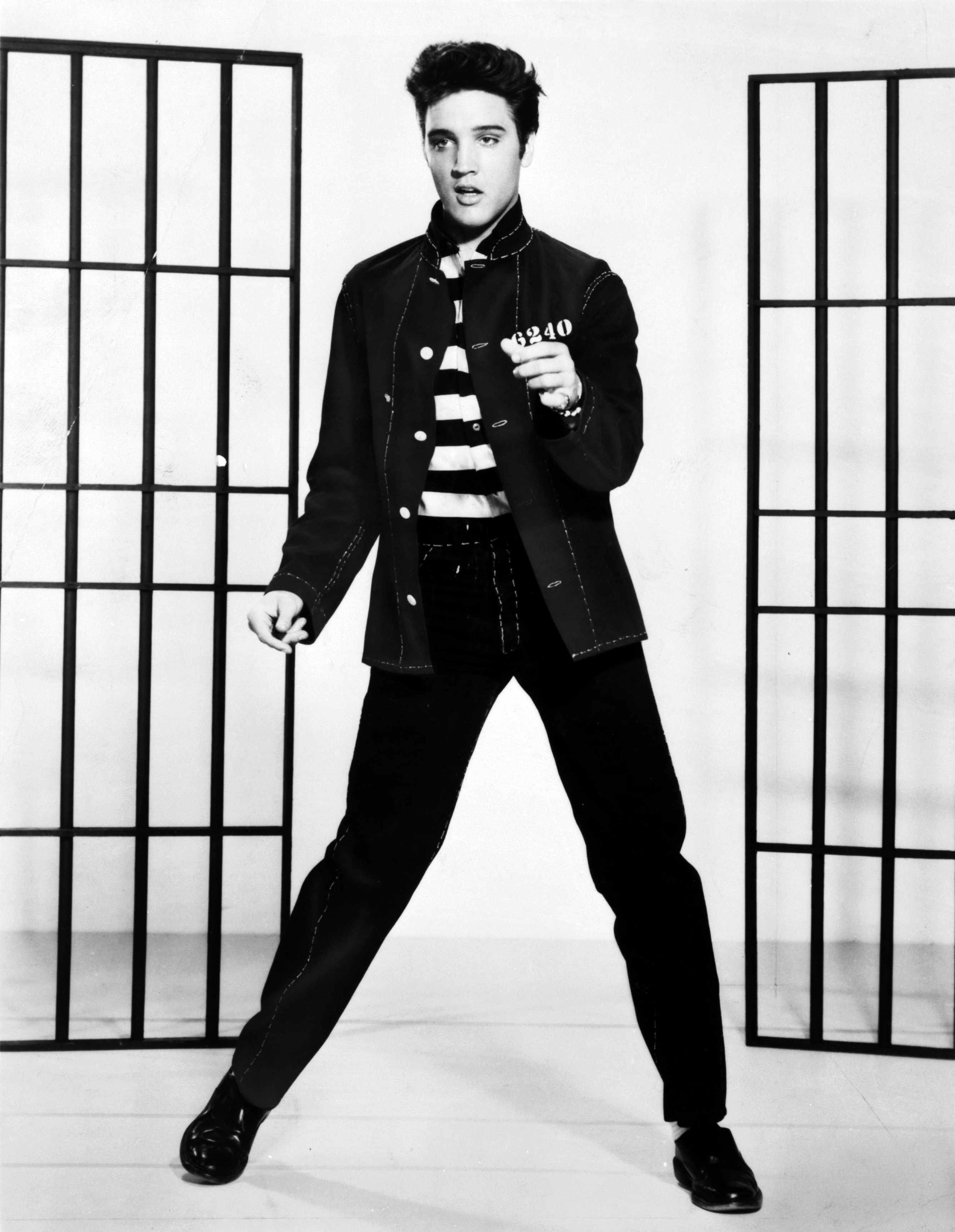
Элвис Пресли для рекламы фильма "Тюремный рок", 1957

В марте 1956 года контракт Боба Нила истёк, и Том Паркер заключил с Пресли эксклюзивный контракт на управление всеми его профессиональными делами; согласно договору, Паркеру отчислялось 25 % комиссионных.
В перерывах между гастролями и телевыступлениями Пресли продолжал записывать новый материал: синглы «I Want You, I Need You, I Love You» (вып. 4 мая 1956; 3-е место), «Hound Dog / Don’t Be Cruel» (13 июля 1956; 1-е место). Скандальное исполнение «Hound Dog» 5 июня 1956 года на телешоу Милтона Берля вызвало широкую критику в американской прессе. Чтобы смягчить негативную реакцию, следующее исполнение песни на телевидении — 1 июля на шоу Стива Аллена — было обращено в комедию: Аллен заставил Пресли одеться во фрак и петь, обращаясь к собаке. 9 сентября Пресли выступил на телешоу Эда Салливана, несмотря на то, что после скандала с «Hound Dog» Салливан заявлял, что Пресли не будет места на его передаче. Пресли появлялся у Салливана ещё два раза — 28 октября и 6 января 1957 года, после чего больше не принимал участия в телепередачах до конца жизни, — исключением стало лишь выступление на шоу Фрэнка Синатры в 1960 году. В октябре 1956 года американский журнал «Варьете» назвал Элвиса Пресли «королём рок-н-ролла».

### Первые фильмы
Помимо карьеры в музыке у Пресли также были амбиции стать киноактёром. Весной 1956 года были сделаны первые кинопробы, и вскоре через продюсера Хэла Уоллиса был заключён контракт со студией Paramount Pictures (при этом было оговорено право работать с посторонними студиями). В августе Пресли принял предложение от студии 20th Century Fox сняться в роли второго плана в вестерне «Братья Рено» (реж. Роберт Уэбб); в главных ролях были Ричард Эган и Дебра Пейджит. Съёмки начались 22 августа. Одновременно с выпуском фильма был подготовлен саундтрек — мини-альбом из четырёх песен: по концепции Паркера фильмы Пресли должны способствовать сбыту пластинок, и наоборот популярность записей работала на раскрутку кинолент. Одна из песен — «Love Me Tender», вышедшая самостоятельно на сингле 28 сентября, — стала настолько популярной, заняв 1-е место, что название фильма было изменено с «Братьев Рено» на «Люби меня нежно». Премьера фильма состоялась 15 ноября 1956 года.
В начале сентября, в перерыве работы над фильмом, Пресли записал вторую долгоиграющую пластинку — альбом Elvis (вып. 19 октября 1956; 1-е место). Следом вышли синглы «Too Much» (вып. 4 января 1957), «All Shook Up» (вып. 22 мар 1957), — также занявшие первые места. 4 декабря Пресли заехал в студию Сэма Филлипса, где состоялся незапланированный джем-сейшен с участием Карла Перкинса, Джерри Ли Льюиса и Джонни Кэша; на следующий день в мемфисской газете появилась статья, где все четверо были названы «квартетом на миллион долларов» (под названием «Million Dollar Quartet» записи джем-сейшена были изданы в 1980-е гг.).

С конца января по начало марта 1957 года проходили съёмки второго фильма с участием Пресли — «Любить тебя» (реж. Хэл Кантер), сюжет которого был построен на биографии певца; это была первая из девяти кинолент Пресли, продюсированных Хэлом Уоллисом для Paramount Pictures. Для своей роли Пресли покрасил волосы в чёрный цвет — в подражание киноактёру Тони Кёртису; после чего Пресли не возвращался к своему натуральному цвету волос до конца жизни, за исключением службы в армии. Премьера фильма состоялась 10 июля 1957 года. Перед этим были выпущены саундтрек к фильму и сингл «Teddy Bear», оба занявшие первые места. С этой киноленты началось сотрудничество Пресли с песенниками Либером и Столлером, — они также написали песни к следующим двум фильмам («Тюремный рок», «Кинг Креол») и балладу «Don’t» (сингл вып. 7 января 1958; 1-е место); после 1958 года творческий дуэт больше не работал напрямую с Пресли из-за конфликта с Паркером. Среди других композиторов были Бен Вайсман, Сид Уэйн, Аарон Шрёдер, Сид Теппер и Рой Беннет, — большинство из них писали песни для фильмов Пресли до конца 1960-х годов.

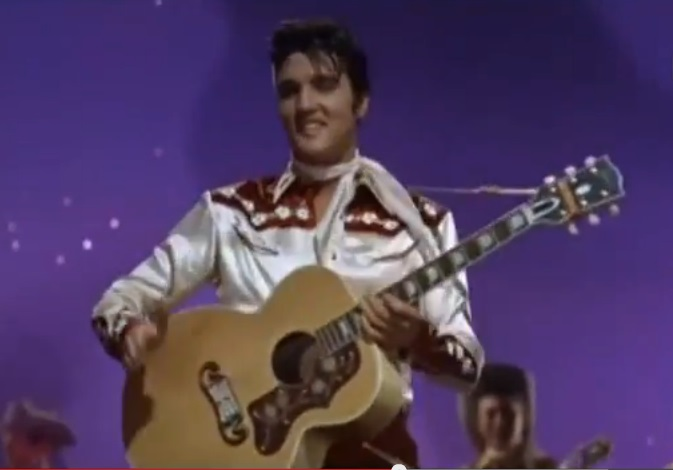
Элвис Пресли исполняет «(Let Me Be Your) Teddy Bear» в фильме «Любить тебя»
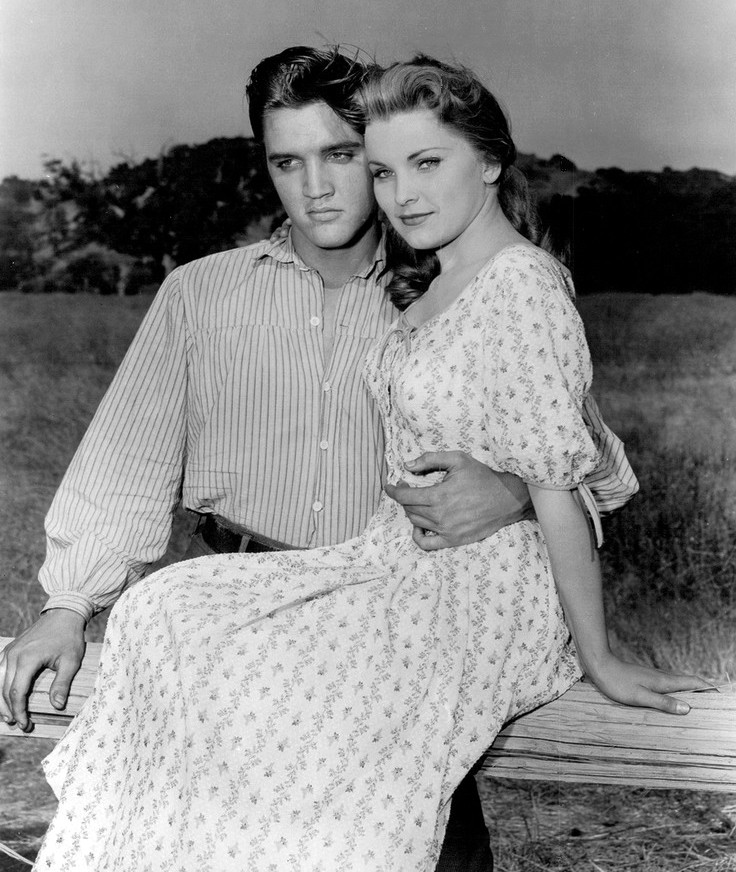
Фотография Элвиса и Деборы Пэджет из фильма «Люби меня нежно».
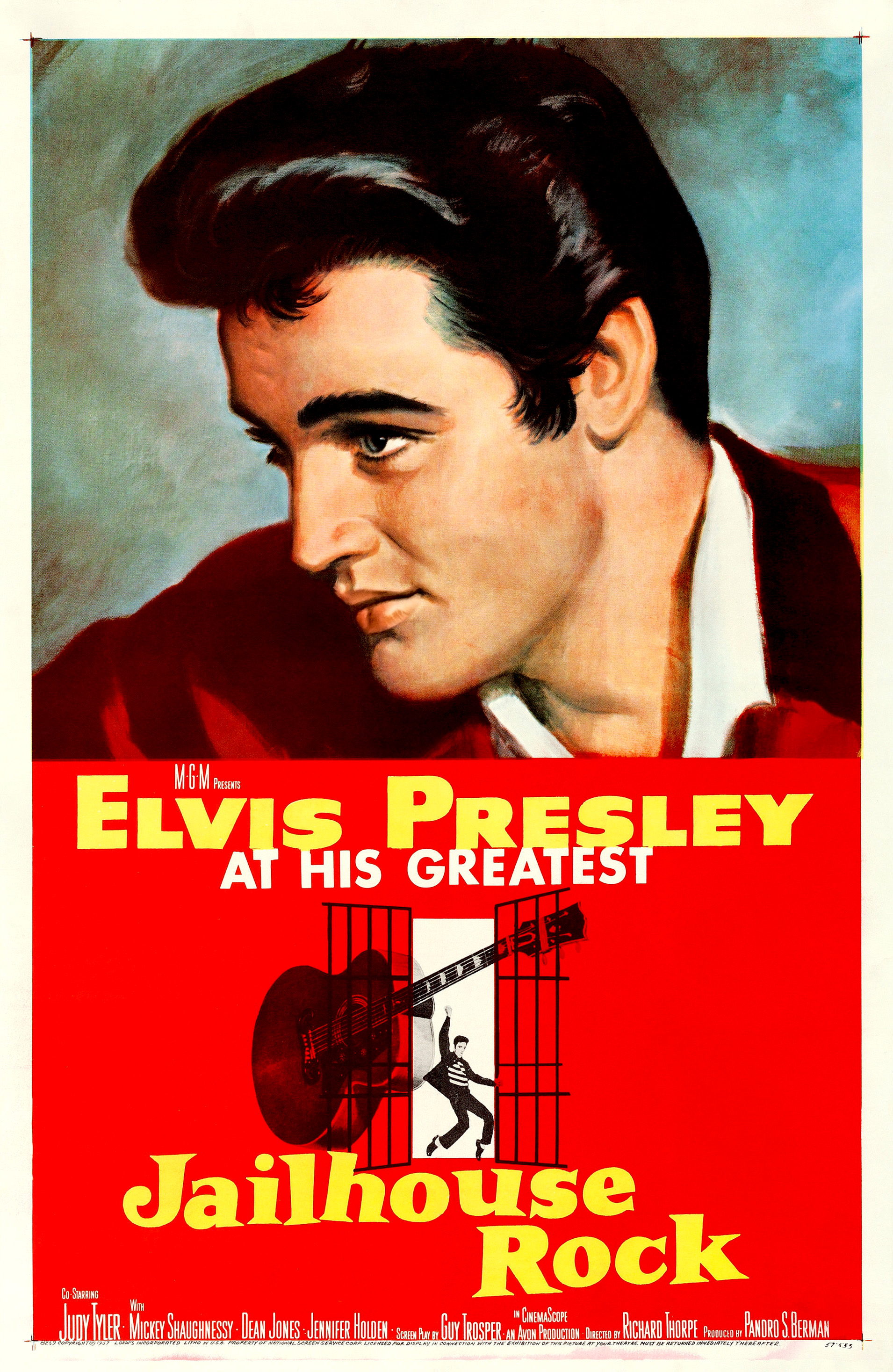
Постер фильма «Тюремный рок»
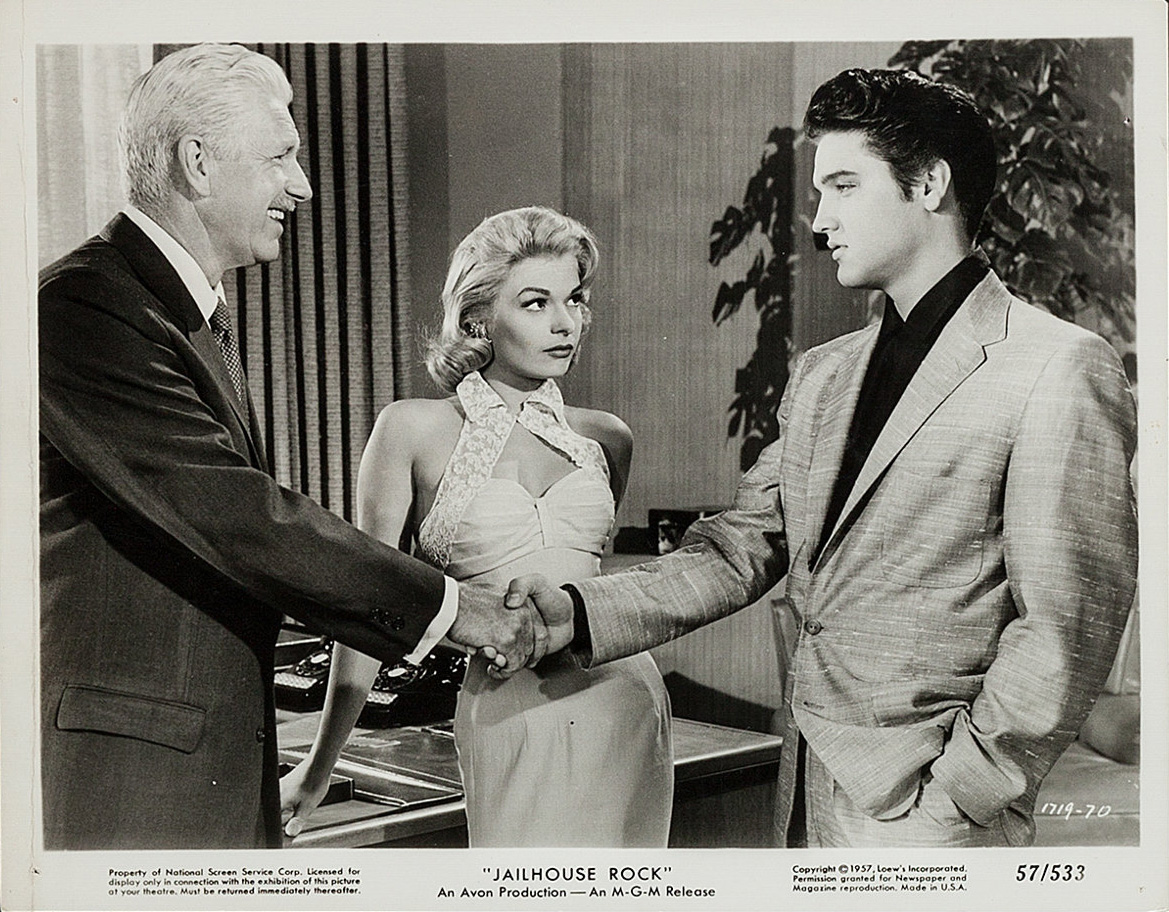
Сувенирная открытка к фильму «Тюремный рок»
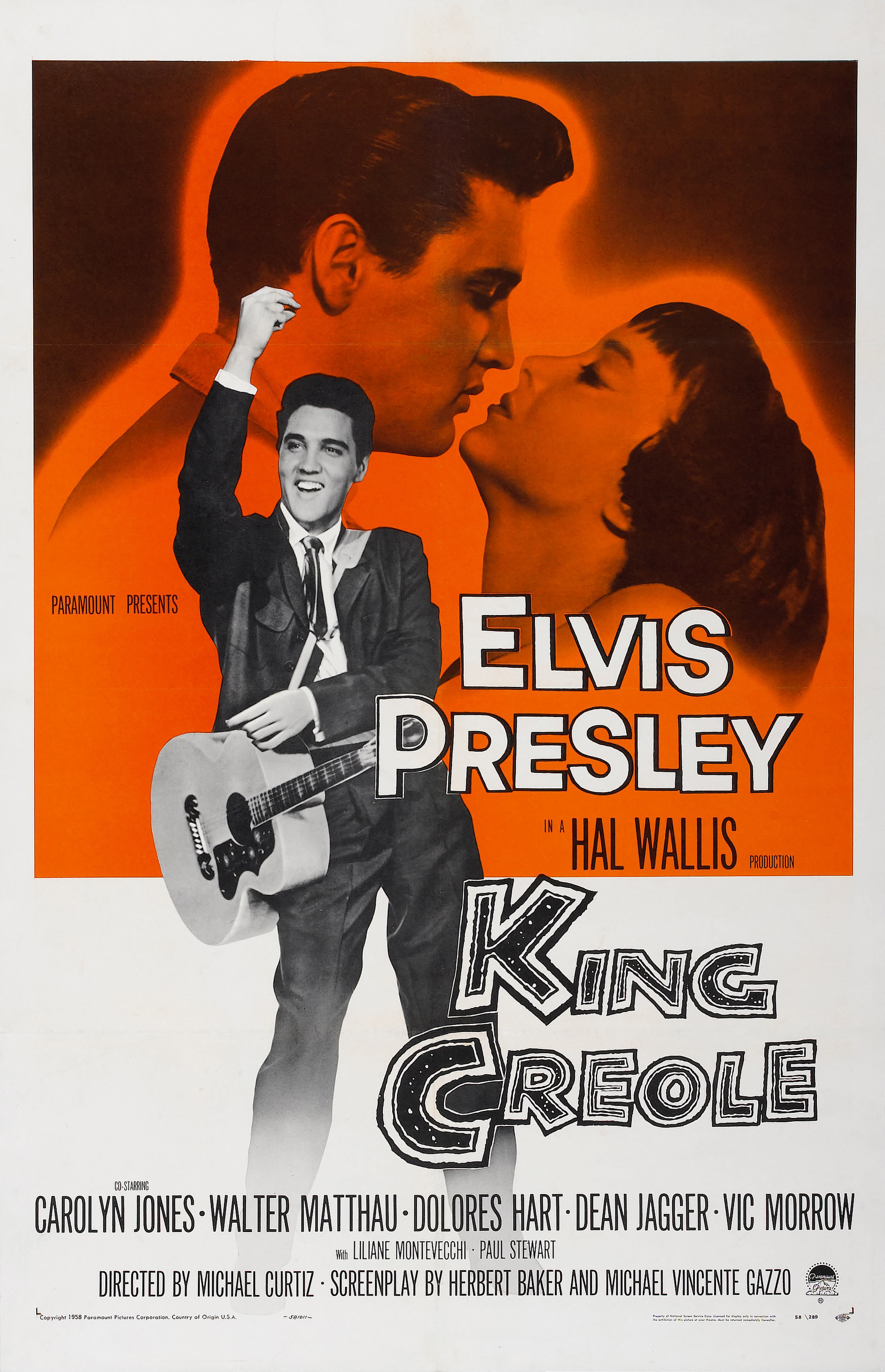
Постер фильма «Кинг Креол»
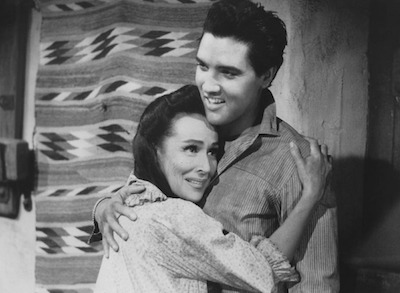
Барбара Иден и Элвис Пресли в фильме «Пылающая звезда»

В марте 1957 года Пресли приобрёл в Мемфисе поместье Грейсленд, в которое вскоре переехали он и его семья. В том же году он познакомился с телеведущей и актрисой, Анитой Вуд. У них завязались отношения, которые продлились до 1962 года. В перерывах между записями в том году у Пресли прошли три небольших турне по стране с несколькими концертами в Канаде — первыми и последними выступлениями Пресли за рубежом. Гастроли сопровождались беспорядками, привлекавшими внимание местных властей и американского общества в целом. В сентябре, после записи первого рождественского альбома Пресли, Скотти Мур и Билл Блэк уволились, будучи недовольными своим скромным окладом, несмотря на продажи миллионов пластинок с их участием. Позже они вернулись, однако уже в качестве наёмных музыкантов на подённой основе (Блэк участвовал ещё в нескольких записях; Мур постоянно работал с Пресли до 1968 года). Elvis’ Christmas Album вышел 15 октября 1957 года и занял, подобно предыдущим альбомам, 1-е место; в пластинку были также включены четыре песни с госпельного миньона «Peace in the Valley», выпущенного ранее в апреле. Следом, 8 ноября на экраны вышел третий фильм Пресли — «Тюремный рок» (реж. Ричард Торп; съёмки проходили в мае — июне); его предварили сингл «Jailhouse Rock» и миньон-саундтрек, занявшие 1-е места.
20 декабря 1957 года Пресли был призван на военную службу, однако ввиду запланированной работы над фильмом «Кинг Креол» (реж. Майкл Кёртис), ему была предоставлена отсрочка. Съёмки проходили в январе — марте 1958 года; часть сцен была снята в Новом Орлеане, где разворачивается сюжет фильма, — местоположение также определило мотив песен и аранжировки в стиле диксиленда. Критики положительно оценили игру Пресли и киноленту в целом. На экраны «Кинг Креол» вышел 2 июля 1958 года; саундтрек был выпущен 19 сентября и занял 2-е место, — к тому времени Пресли уже служил в рядах американской армии.

### Служба в армии (1958—1960)

Обложка сборника «A Date With Elvis» (1959), вышедшего во время службы в армии

В военном ведомстве изначально думали использовать Пресли в качестве инструмента популяризации призыва на военную службу; однако в свете негативного отношения к рок-н-роллу в обществе Паркер и Пресли посчитали, что такой вариант ещё более подорвёт его репутацию, и согласились на обычную службу, где Пресли выполнял бы обязанности наравне с другими рядовыми. В интервью Пресли с энтузиазмом говорил о своём желании служить, однако в частных беседах он выражал беспокойство по поводу возможного краха его карьеры.
24 марта 1958 года Элвис Пресли был зачислен в ряды американской армии — в 3-ю бронетанковую дивизию. Начальную военную подготовку Пресли проходил на базе Форт-Худ, шт. Техас. Во время недельного увольнения в начале июня Пресли заехал в Нашвилл для короткого сеанса звукозаписи, — RCA Records требовался материал для последующего выпуска пластинок в его отсутствие. В армии, несмотря на неформальные предложения, Пресли ни разу не выступил как певец. Получив известие о тяжёлом состоянии матери, Пресли вылетел в Мемфис. Через два дня, 14 августа Глэдис Пресли скончалась. Её смерть наложила тяжёлый отпечаток на Пресли.

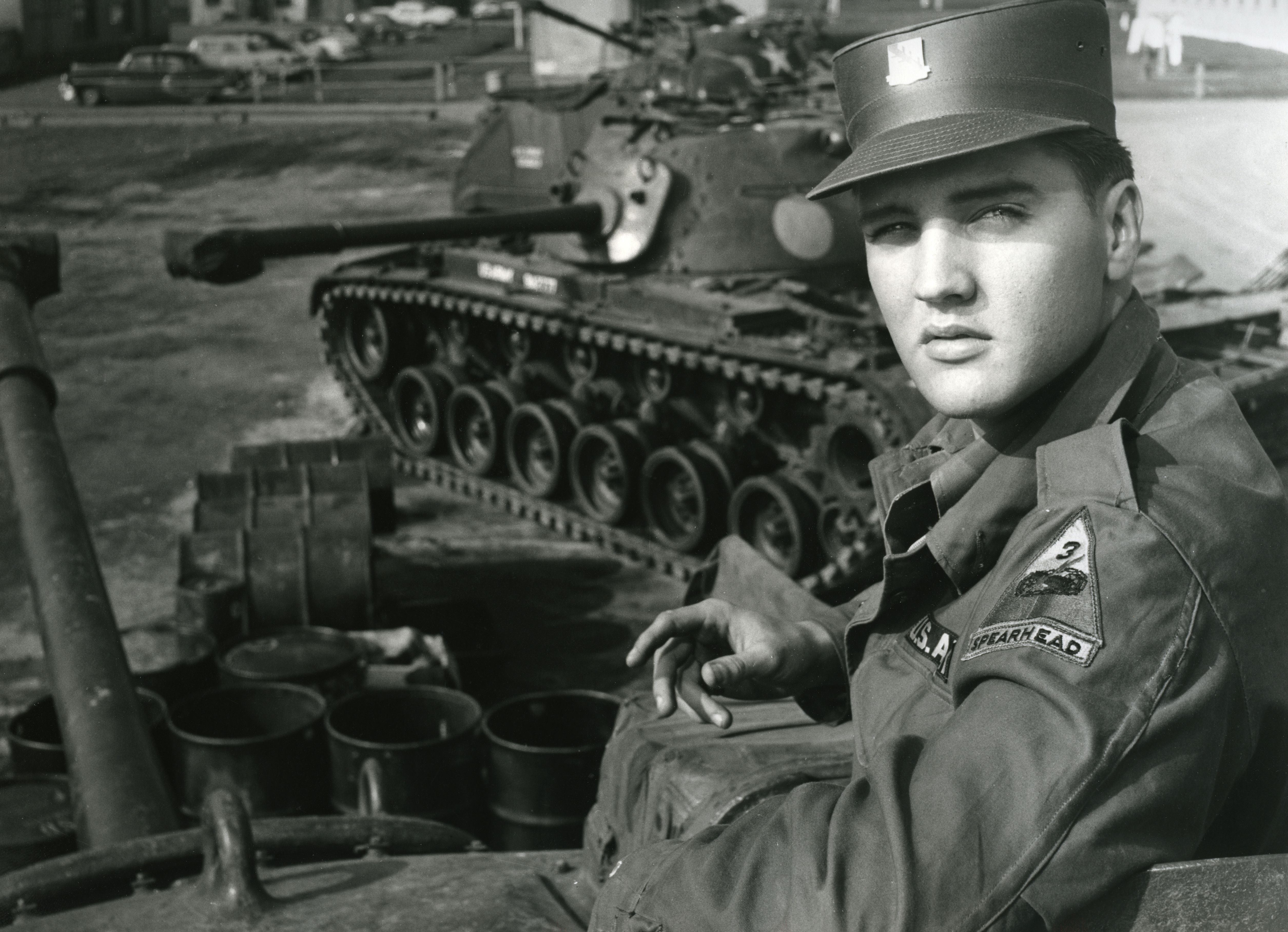
Элвис Пресли во время военной службы на базе США в Германии

В конце сентября 1958 года Пресли направляют на базу 3-й бронетанковой дивизии, дислоцированную в Западной Германии (г. Фридберг). Пресли было разрешено жить в снятом в Бад-Наугейме частном доме, в который переехали его отец с родственниками. Постоянный антураж друзей и родственников, в окружении которых Пресли проводил всё своё свободное время, позже в прессе прозвали «Мемфисской мафией». Некоторые члены «мафии» знали Пресли ещё с ранних лет его славы, некоторые появились во время службы в армии; они выполняли разнообразные функции: телохранителей, лакеев, концертных менеджеров, музыкальных аккомпаниаторов. Во время одной из домашних вечеринок в сентябре 1959 года Пресли была представлена 14-летняя дочь офицера ВВС США Присцилла Бьюли (урожд. Вагнер), с которой он вскоре стал встречаться. В 1963 году по приглашению Пресли Присцилла переехала из ФРГ в Грейсленд; 1 мая 1967 года Бьюли и Пресли сочетались браком и у Элвиса родилась единственная дочь Лиза-Мари.
Во время службы в армии у Пресли в 1958—1959 годах продолжали выходить пластинки с новыми песнями: «Wear My Ring Around Your Neck» (вып. 7 апр. 1958; 2-е место), «Hard Headed Woman» (из фильма «Кинг Креол», 10 июня 1958; 1-е место), «One Night» (21 октября 1958; 4-е место), «I Need Your Love Tonight» (10 марта 1959; 4-е место), «A Big Hunk o’ Love» (23 июня 1959; 1-е место). За этот период также вышли четыре долгоиграющих пластинки-сборника.

## Кинокарьера в Голливуде (1960—1968)

### Переезд в Голливуд

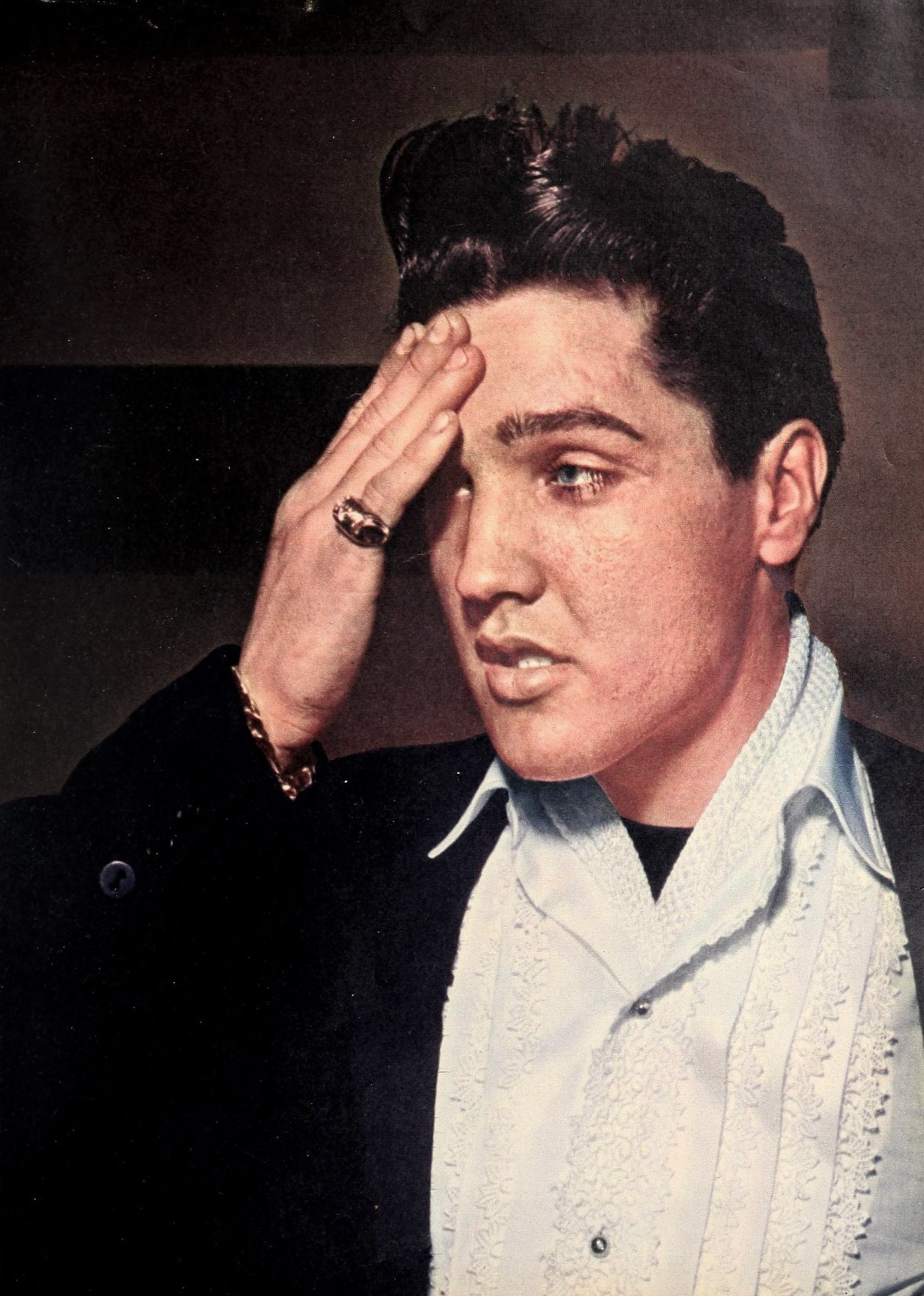
Элвис Пресли, 1960 год. Dell Publishing

2 марта 1960 года Пресли прибыл в США и через три дня был уволен в запас в звании старшего сержанта. Спустя две недели начались записи нового материала в Нашвилле. Их итогом стали синглы «Stuck on You» (вып. 23 марта 1960), «It’s Now or Never» (переделка неаполитанской песни «’O sole mio»; 5 июля 1960) и «Are You Lonesome Tonight?» (1 ноября 1960; в оригинале — баллада 1927 года) — все занявшие первые места, а также альбом Elvis Is Back! (8 апреля 1960; 2-е место), считающийся одной из лучших работ Пресли. Это первые пластинки Пресли, выпущенные в стереофоническом звучании, хотя пробы с двухканальной аппаратурой начались ещё в 1957 году. Новые записи демонстрировали широкий жанровый диапазон, однако рок-н-ролл играл теперь меньшую роль. В перерыве между сеансами звукозаписи — 26 марта — Пресли принял участие в телешоу Фрэнка Синатры, на котором исполнил две новые песни («Stuck on You» и «Fame and Fortune»), а также исполнил дуэт с Синатрой; трансляция состоялась 12 мая. Что касается гастролей, то Пресли с Паркером приняли решение обходиться без них; Пресли не выступал на сцене до 1969 года, за исключением нескольких благотворительных концертов в феврале — марте 1961 года.

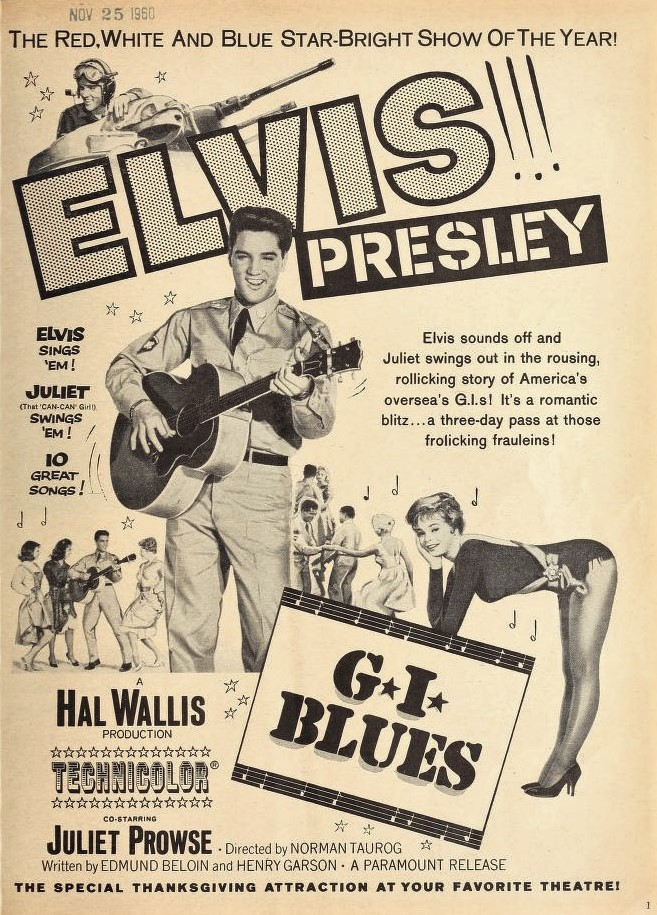
Постер фильма «Солдатский блюз», 1960 год

В целом, акцент карьеры Пресли — согласно планам Паркера и его команды — должен был переместиться в сферу кинематографа, и на 1960 год были запланированы съёмки трёх фильмов. Ввиду занятости в Голливуде Пресли в том же году переехал в Лос-Анджелес. Первой картиной стала музыкальная комедия «Солдатский блюз» (реж. Норман Таурог; вып. 23 ноября 1960), тема которой обыгрывала службу самого Пресли в Германии. Новый образ Пресли в «Солдатском блюзе» (рекламный лозунг «Идол молодёжи — теперь идол семьи!») положительно приняли критики и кинозрители. Популярностью также пользовалась звуковая дорожка к фильму (вып. 1 октября 1960), занявшая 1-е место и номинировавшаяся на две награды «Грэмми». Следующие две картины — «Пылающая звезда» (реж. Дон Сигел; вып. 20 декабря 1960) и «Дикарь» (реж. Филип Дунне; вып. 15 июня 1961) — были поставлены по серьёзным сценариям, и музыкальных сцен в них почти не было. Однако, эти киноленты были прохладно встречены как критиками, так и поклонниками Пресли, что убедило Паркера и Пресли впредь не удаляться от формата музыкальной комедии. В развёрнутом плане эта концепция была реализована в фильме «Голубые Гавайи», вышедшем на экраны 22 ноября 1961 года (реж. Н. Таурог) и ставшем одним из лидеров кассовых сборов 1961 — 62 гг. В фильме Пресли исполнил 14 песен, включая хит «Can’t Help Falling in Love» (вып. на сингле 1 октября 1961; 2-е место). Саундтрек «Blue Hawaii» (вып. 1 октября 1961) занимал 1-е место в течение 20 недель и был номинирован на премию «Грэмми». Согласно заключённому в 1961 году контракту со студией Метро-Голдвин-Мейер, за каждый фильм Пресли отчислялось 500 000 (3,97 млн по ценам 2014) долларов плюс 50 % от проката (от Парамаунт Пикчерз Пресли получал 175 000 долларов за картину).
Обычные, неголливудские записи Пресли 1961 — 63 гг. продолжали занимать высокие места в хит-парадах: «Surrender» (версия неаполитанской песни «Вернись в Сорренто»; вып. 7 февраля 1961; 1-е место), «I Feel So Bad» (2 мая 1961; 5-е место), «His Latest Flame» (8 августа 1961; 4-е место), «Good Luck Charm» (27 февраля 1962; 1-е место), «She’s Not You» (17 июля 1962; 5-е место), «Devil in Disguise» (1963; 3-е место). В тот же период вышли три номерных альбома: первая долгоиграющая пластинка Пресли в жанре госпел — «His Hand in Mine» (10 ноября 1960; 13-е место); «Something for Everybody» (вып. 17 июня 1961; 1-е место) и «Pot Luck» (5 июня 1962; 4-е место), — последние два несли в себе печать т. н. «нашвиллского саунда», — направления в кантри, для которого был характерен мягкий, отшлифованный звук. Следующий номерной альбом, запланированный на 1963 год, выпущен не был: записи с него разошлись по синглам. Поток шаблонных фильмов и конвейерных саундтреков продолжался. Только в октябре 1967 года, когда альбом Clambake зарегистрировал рекордно низкие продажи, руководители RCA осознали проблему. К тому времени, конечно, ущерб был нанесен, — как выразились историки Конни Кирхберг и Марк Хендриккс. Серьёзные любители музыки воспринимали Элвиса как шутку и только самые преданные поклонники слушали его.

### Фильмы и записи 1960-х
Успех «Голубых Гавайев» определил дальнейшую траекторию карьеры Пресли: последующие фильмы следовали их формуле как по содержанию, так и по музыкальному сопровождению; записи, не предназначенные для Голливуда, постепенно стали исключением (следствием чего с середины 1960-х годов стали многочисленные выпуски синглов со старым материалом). Ежегодно снималось по три картины; сами съёмки проходили в течение нескольких недель. Типичный фильм Пресли подразумевал экзотическое место действия, романтическую завязку и исполнение 10—12 песен. При своей малобюджетности и незамысловатости эти картины стабильно приносили прибыль, подтверждая тем самым сделанный Паркером и Пресли выбор. Среди наиболее популярных кинолент Пресли тех лет можно отметить «Девушки! Девушки! Девушки!» (реж. Норман Таурог; вып. 21 ноября 1962), «Целующиеся кузены» (реж. Джин Нельсон; 6 марта 1964), «Да здравствует Лас-Вегас!» (реж. Джордж Сидни; 20 мая 1964; фильм включал дуэты с Энн-Маргрет), «Рабочий по найму» (реж. Джон Рич; 11 ноября 1964), «Девушка счастлива» (реж. Борис Сагал; 7 апр. 1965).

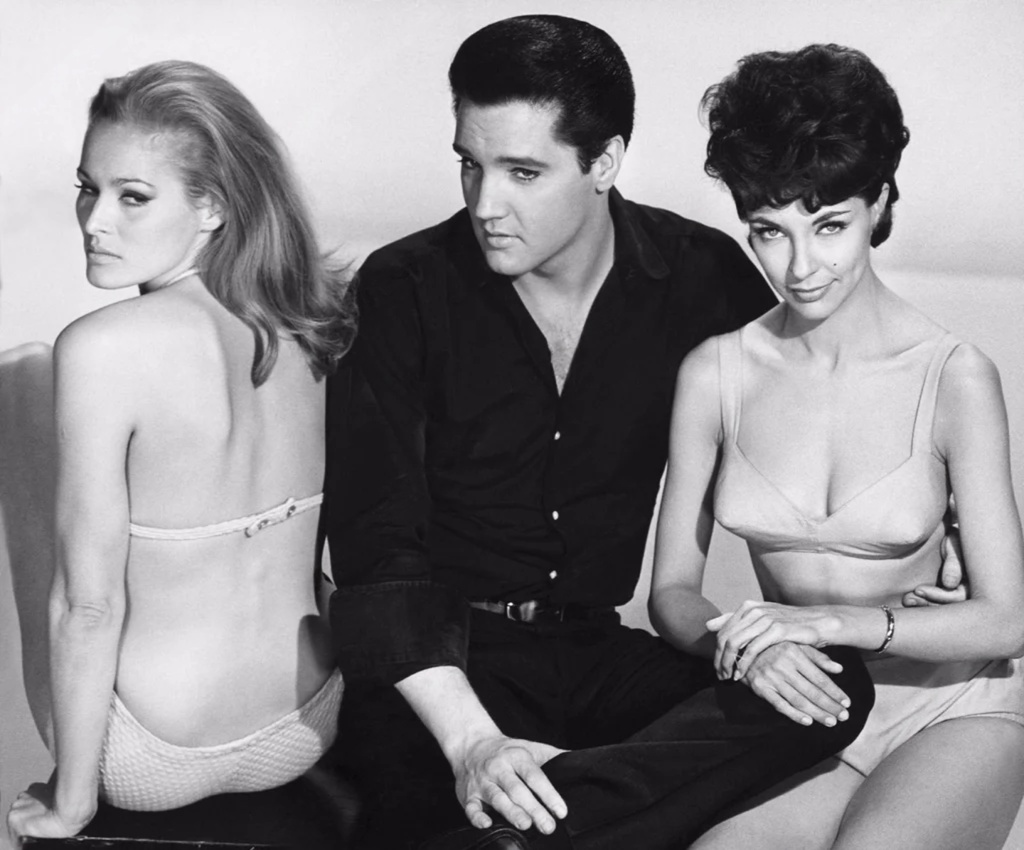
Рекламная фотография к фильму «Веселье в Акапулько», 1963 год

Стилистически песни практически не менялись от фильма к фильму; саундтреки характеризовались непостоянством качества музыкального материала, включавшем композиции, которые сам Пресли считал совершенно недостойными записи. Поскольку авторскими правами на песни Пресли занималась исключительно фирма Hill & Range, выбор материала, предлагаемого её представителем Фредди Бинштоком, был ограниченным; композиторами были в большинстве одни и те же люди, которые по словам Дж. Хопкинса «никогда по-настоящему не понимали Элвиса или рок-н-ролл». Кроме того, как пишет биограф С. Долл, стимула менять что-либо ни у кого не было: даже посредственные саундтреки неплохо продавались, а в начале 1960-х годов песни из кинолент Пресли зачастую становились крупными хитами: «Return to Sender» (из фильма «Девушки! Девушки! Девушки!»; вып. 5 сентября 1962; 2-е место), «Bossa Nova Baby» (из фильма «Веселье в Акапулько»; 1 октября 1963; 8-е место).
С 1964 года новые песни Пресли стали постепенно терять популярность, — исключением стал выпущенный в апреле 1965 года сингл «Crying in the Chapel», который занял 3-е место (при этом, сама песня была записана ещё в 1960 году). Это объяснялось и стагнацией музыки Пресли и сменой тенденций в музыкальной индустрии под влиянием «британского вторжения», начатого The Beatles. С британским ансамблем сам Пресли познакомился на встрече, организованной в его лос-анджелесском особняке 27 августа 1965 года, — мероприятие было проведено в строгой тайне, без фотографий и пресс-релизов.
Резким контрастом голливудской продукции тех лет были записи, сделанные в Нашвилле в мае — июне 1966 года, во время которых Пресли записал второй религиозный альбом How Great Thou Art (вып. 27 января 1967; 18-е место и награда «Грэмми»), синглы «Love Letters» (8 июня 1966; 19-е место), «If Every Day Was Like Christmas» (15 ноября 1966) и песню «Tomorrow is a Long Time» Боба Дилана. Для этих сеансов звукозаписи Чет Аткинс, формально контролировавший процесс, пригласил Фелтона Джарвиса, который с этого момента стал постоянным продюсером Пресли. Перед Джарвисом Пресли поставил задачу привести звучание к уровню The Beatles и других британских групп, то есть усилить роль инструментов при сведении звука, в частности ударных и бас-гитары.

### Закат кинокарьеры

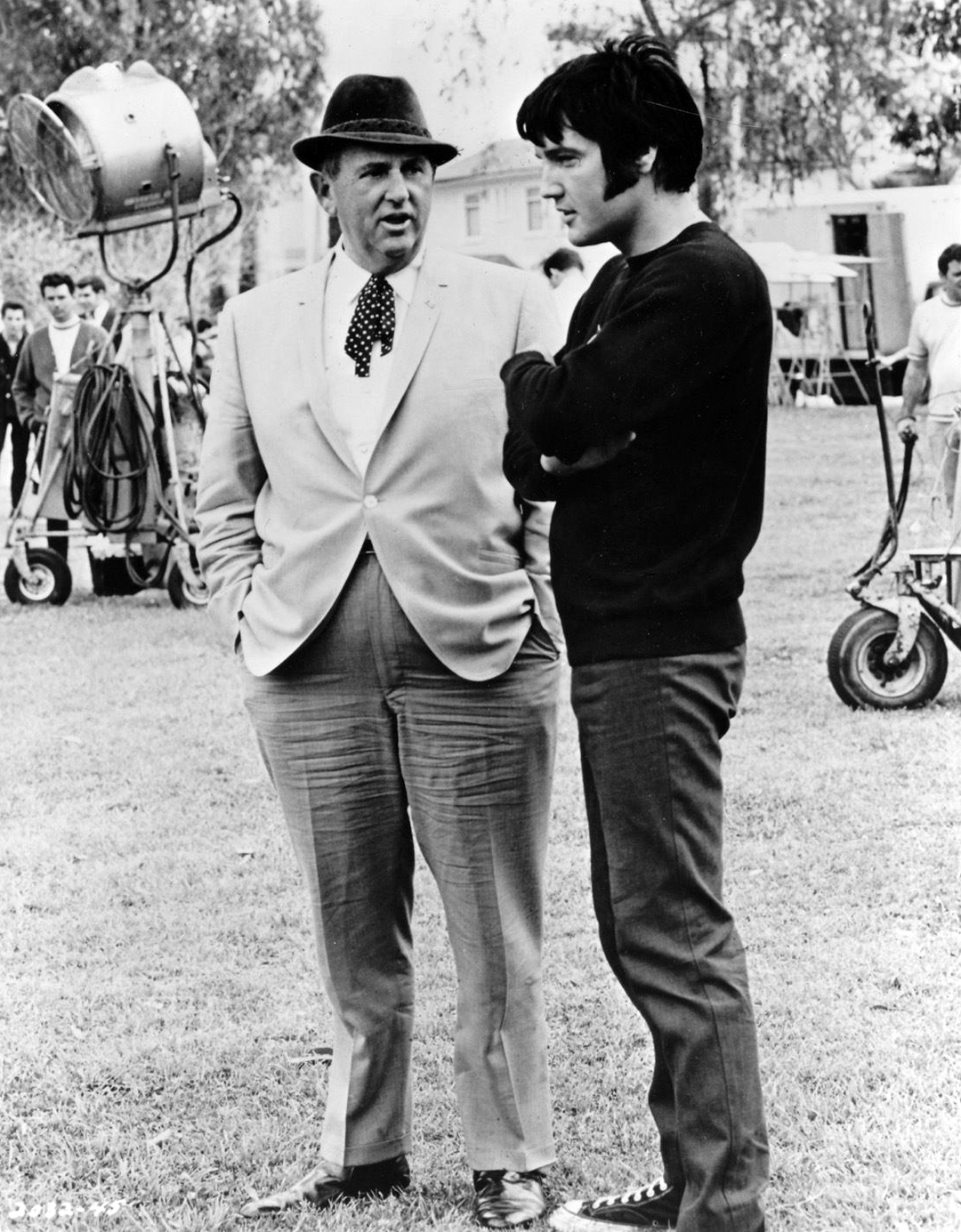
Том Паркер управлял всеми делами Пресли в области шоу-бизнеса

Постепенно продажи альбомов-саундтреков стали падать. Наиболее очевидной эта проблема стала к концу 1967 года, когда последние два альбома — Double Trouble (вып. 1 июня 1967) и Clambake (10 октября 1967) — смогли занять лишь 47-е и 40-е места соответственно. Кроме того, начиная с фильма «Спидвей» (реж. Н. Таурог; вып. 12 июня 1968; включал песни Нэнси Синатры), прибыль от кинокартин Пресли теперь еле-еле покрывала расходы на производство. Было решено не выпускать больше саундтреки и сократить количество песен в фильмах до двух-четырёх. Пресли сам был твёрдо намерен найти для себя современный стиль; однако свежий звук новых синглов — «Guitar Man» (вып. 3 января 1968), «U.S. Male» (28 февраля 1968) и «A Little Less Conversation» (3 сентября 1968; в 2002 году был сделан ремикс, ставший международным хитом) — не был оценён: пластинки заняли скромные места. «К тому времени, — пишут биографы К. Кирхберг и М. Хендрикс, — ущерб был уже нанесён: для серьёзных любителей музыки Элвис стал анекдотом, „человеком прошлого“ для всех, кроме его самых преданных поклонников». Были сделаны попытки отойти от шаблона музыкальной комедии, наиболее выраженные в вестерне «Чарро!» (реж. Чарльз Маркиз Уоррен; вып. 13 марта 1969) и драме «Смена привычки» (реж. Уильям Грэм; 10 ноября 1969), на которой актёрская карьера Пресли завершилась.

## Возвращение на сцену (1968—1973)

### Телеконцерт 1968 года
В январе 1968 года Том Паркер заключил с телеканалом Эн-би-си контракт на запись рождественского телеконцерта. Исполнительный продюсер проекта Боб Финкель убедил Паркера изменить формат — убрать рождественскую тематику — и сделать динамичное шоу из различных сегментов с хореографическими постановками. Пресли сам, по словам Финкеля, дал ему понять, что хотел бы, чтобы программа «не имела ничего общего с мотивами его кинофильмов и всем, чем он до этого занимался».
Репетиции и запись шоу состоялись в июне 1968 года в лос-анджелесских студиях. Телеконцерт включал несколько сегментов: импровизационный джем-сейшен в духе Sun Records (для гитариста Скотти Мура и барабанщика Доминика Фонтаны, игравших с Пресли с середины 1950-х гг., это была последняя с ним работа); выступление перед публикой, во время которого были исполнены старые хиты; госпельное отделение и попурри из новых песен. Пресли выступил в чёрном кожаном костюме с высоким «наполеоновским» воротником, что по замыслу дизайнера Билла Белью должно было вывести на передний план имидж Пресли-музыканта, а не голливудского актёра. Программу завершала песня «If I Can Dream», проникнутая нехарактерным для Пресли призывом к социальной справедливости, — она была специально написана по просьбе режиссёра шоу Стива Биндера, считавшего неуместным в конце шоу рождественскую композицию, на которой продолжал настаивать Паркер. «If I Can Dream» была издана на сингле 5 ноября 1968 года и к середине января 1969 года достигла 12-го места, — выше синглы Пресли не поднимались с 1965 года. Сам телеконцерт, названный «Элвис», вышел в эфир 3 декабря 1968 года; одноимённый саундтрек был выпущен двумя неделями ранее. Согласно зрительскому рейтингу, шоу было признано наиболее популярной телепередачей сезона, в то же время реакция критиков была смешанной. В судьбе Пресли телеконцерт сыграл важную роль: он открывал новые перспективы, — одновременно возвращая любителям поп-музыки память о «короле рок-н-ролла» и намечая контуры его последующей карьеры (обновление стиля и возвращение на сцену).

### Записи в Мемфисе
Новый материал Пресли решил записать в мемфисской студии American, специализировавшейся на музыке соул, — сеансы звукозаписи в Нашвилле давно не приносили успеха, в то время как за American и её сессионными музыкантами закрепилась репутация катализаторов хитовых записей. Под руководством продюсера Чипса Момана с 13 января по 18 февраля были записаны 32 композиции, в которых, как в ранних записях Пресли, были соединены кантри, эстрада и ритм-н-блюз. Результаты работы были выпущены на двух альбомах: From Elvis in Memphis (17 июня 1969; 13-е место) и Back in Memphis (14 октября 1969, в составе концертного альбома; 12-е место); а также четырёх синглах: «In the Ghetto» (14 апр. 1969; 3-е место), «Suspicious Minds» (26 августа 1969; 1-е место), «Don’t Cry Daddy» (11 ноября 1969; 6-е место) и «Kentucky Rain» (29 января 1970; 16-е место). Эти пластинки существенно отличались от того, что Пресли записывал в предыдущие годы. Рецензентами высоко был оценён диск «From Elvis in Memphis», который считается одним из лучших альбомов Пресли. «Важно отметить то, — пишет критик Дж. Робертсон, — что эти записи были актуальны для 1969 года — пусть не угар кислотного рока, но это была зрелая эстрада, приправленная музыкой соул — благодаря этому Пресли не казался дядькой в возрасте в окружении подростков». Биограф Пресли П. Гуральник приводит в пример песню «In the Ghetto» как «неопровержимый намёк того, каким бы могло быть музыкальное развитие Элвиса, если бы он последовательно подходил к процессу звукозаписи как форме искусства».

### Ангажементы в Лас-Вегасе
15 апреля 1969 года Пресли заключил договор с только что построенной гостиницей «Интернациональ» (в 1971 переименована в «Лас-Вегас Хилтон») на летний ангажемент, за который он получал беспрецедентную для Лас-Вегаса сумму в 500 000 долларов. Для предстоявших выступлений Пресли подобрал коллектив, который включал рок-группу, возглавляемую гитаристом Джеймсом Бёртоном, эстрадно-симфонический оркестр из 35 человек, госпельный квартет The Imperials и негритянскую вокальную группу The Sweet Inspirations. С небольшими изменениями (в частности, The Imperials были заменены в 1971 году на The Stamps) этот состав музыкантов сопровождал Пресли на концертах до конца его жизни.
Первое выступление состоялось 31 июля 1969 года, в присутствии звёзд шоу-бизнеса и прессы. Программа включала хиты 1950-х — начала 1960-х годов, а также несколько новых номеров и кавер-версий современных песен (The Beatles, Bee Gees и др.): Пресли сознательно не хотел быть частью возникшей в том году моды на старый рок-н-ролл. В течение четырёх недель Пресли дал 58 концертов (по два выхода в день), которые посетили 130 157 чел., что было рекордом для концертных залов Лас-Вегаса. Энтузиазм слушателей и критиков послужил для Паркера и Пресли сигналом к полному развороту карьеры в сторону концертной деятельности; с гостиницей был заключён пятилетний контракт на ежегодные ангажементы (по два сезона, в феврале и августе).
В свете успеха выступлений в Лас-Вегасе были выпущены две концертные пластинки: Elvis in Person (14 октября 1969, в составе двойного альбома; записи августа 1969) и On Stage (23 июня 1970; записи февраля 1970); с последнего альбома также вышел сингл «The Wonder of You» (20 апр. 1970; 9-е место).
Вскоре Пресли нашёл свой новый имидж. В феврале 1970 года он вышел на сцену в белом расклешенном комбинезоне, отделанным макраме и скреплённым больших размеров пряжкой; со временем дизайн костюмов усложнялся, с добавлением драгоценных камней, страз и металлических украшений, однако фасон оставался прежним. Постепенно концерты Пресли стали напоминать, по словам С. Долл, «серию обрядов и церемоний, нежели простое выступление певца». С начала 1971 года выход на сцену предваряла увертюра к симфонической поэме Рихарда Штрауса «Так говорил Заратустра». Заканчивались все концерты песней из фильма «Голубые Гавайи» — «Can’t Help Falling in Love», допев последние строчки которой, Пресли срочно покидал сцену под грохот барабанов и труб; если выступление было не в Лас-Вегасе, то Пресли тотчас же уезжал в поджидавшем у чёрного входа лимузине, и полминуты спустя конферансье в зале объявлял: «Элвис только что покинул здание». Однако уже после нескольких ангажементов в Лас-Вегасе однообразие шоу стало наводить на него скуку.

### Документальные фильмы и телеконцерт на Гавайях
С 4 по 8 июня 1970 года в Нашвилле прошли записи новых песен, в большинстве выдержанных в жанрах кантри и «чистой белой» эстрады, которая по мнению критика Дж. Робертсона идеально подходила для публики в Лас-Вегасе, но по сравнению с записями 1969 года «определённо являлась шагом назад для Элвиса». Большого объёма материала, включавшего дополнительный сеанс звукозаписи в сентябре, хватило на выпуск трёх альбомов — That’s the Way It Is (11 ноября 1970; 21-е место), Elvis Country (2 января 1971; 12-е место), Love Letters from Elvis (16 июня 1971; 33-е место) — и нескольких синглов, наибольшим успехом из которых пользовался «You Don’t Have to Say You Love Me» (6 октября 1970; 11-е место). Полтора месяца спустя начались съёмки первого документального фильма о Пресли «Элвис: Всё, как есть» (реж. Денис Сандерс), которые запечатлели репетиции в студиях Метро-Голдвин-Майер и выступления на сцене в Лас-Вегасе. В фильм также вошли кадры с первого за 13 лет турне Пресли по Америке, открытого концертом в Фениксе, шт. Аризона, 9 сентября 1970 года. Новая программа включала такие песни как «Bridge over Troubled Water» Саймона и Гарфанкеля, «You’ve Lost That Lovin’ Feelin’» группы The Righteous Brothers и «I Just Can’t Help Believing» Билли Джо Томаса. «Элвис: Всё, как есть» вышел на экраны 11 ноября 1970 года, одновременно с альбомом That’s the Way It Is, состоявшем из студийных и концертных записей, отражавших репертуар фильма. Критики положительно отозвались о фильме, а также хорошо приняли следующий, концептуальный альбом в стиле кантри.

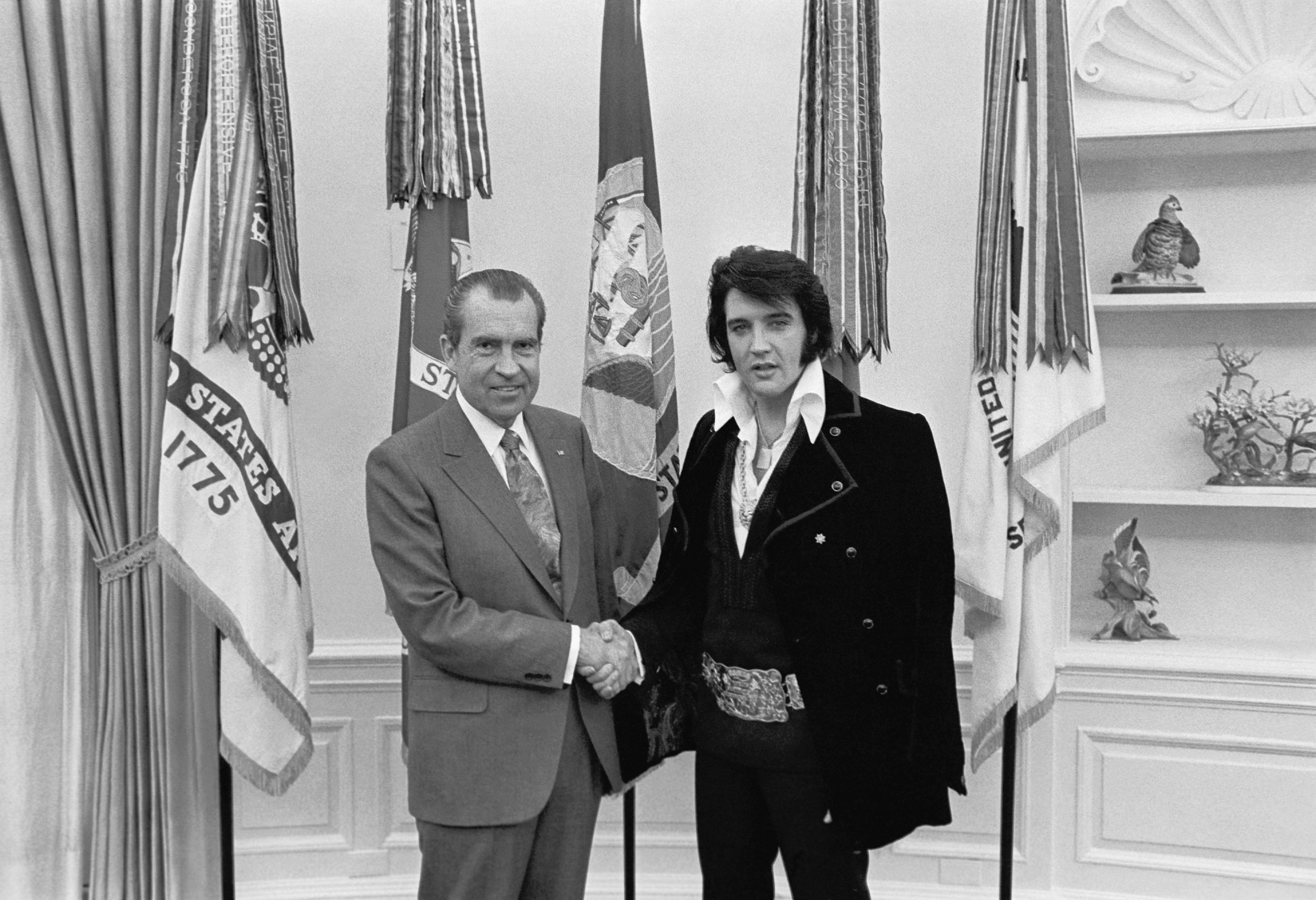
Пресли (справа) и президент США Р. Никсон, 1970

21 декабря 1970 года Пресли встретился в Белом доме с президентом США Ричардом Никсоном. Во время визита Пресли заявил о своей лояльности и готовности помочь в качестве тайного агента в кругах представителей контркультуры. Никсон со своей стороны заметил, что для Пресли как певца «важно соблюдать доверие». По итогу встречи Пресли получил то, ради чего и прилетел в Вашингтон — почётное звание офицера по борьбе с наркотиками.
В марте, мае и июне 1971 года прошли новые записи в Нашвилле. Несмотря на то, что сеансы звукозаписи были отмечены отсутствием энтузиазма и отвлечённостью со стороны Пресли, был записан большой объём материала — 44 композиции, которые были распределены по нескольким синглам и четырём альбомам — The Wonderful World of Christmas (вторая рождественская пластинка; 20 октября 1971), Elvis Now (20 февраля 1972; 43-е место), He Touched Me (3 апр. 1972; 79-е место) и Elvis (16 июля 1973; 52-е место). В 1973 году «He Touched Me» — третий религиозный альбом Пресли — получил премию «Грэмми» в категории «лучший духовный альбом».
Гастроли и ангажементы в Лас-Вегасе вскоре стали главным содержанием карьеры Пресли; что касается работы в студии, то интерес к ней у него почти полностью пропал. Этот период был запечатлён в новой документальной киноленте «Элвис на гастролях» (реж. Роберт Абель и Пьер Эдидж). Большая часть фильма состояла из съёмок с турне апреля 1972 года; также был отснят сеанс звукозаписи в голливудской студии, где Пресли записал новые синглы: «Burning Love» (вып. 1 августа 1972; 2-е место) и «Separate Ways» (вып. 31 октября 1972; с «Always on My Mind» на обратной стороне). Фильм вышел в прокат 1 ноября 1972 года и был удостоен премии «Золотой глобус» в номинации «лучший документальный фильм». Планировавшийся саундтрек выпущен не был: к тому времени уже вышел двойной концертный альбом, записанный 10 июня 1972 года в нью-йоркском зале Мэдисон-сквер-гарден, который в целом повторял программу фильма.
В семье Пресли, тем временем, нарастали проблемы. После рождения дочери Пресли стал отдаляться от жены, вступал в связи с посторонними женщинами. 23 февраля 1972 года, супруга Пресли сама ушла от него, сославшись на связь с её инструктором по карате М. Стоуном, которого для неё пригласил сам Пресли. 18 августа того же года пара подала на развод, который был официально закреплён 9 октября 1973 года. С лета 1972 года постоянной подругой Пресли стала Линда Томпсон.
Следующим проектом стал телеконцерт «Aloha from Hawaii», ставший первым в мире шоу, трансляция которого осуществлялась по глобальной спутниковой связи. Выступление 14 января 1973 года в Гонолулу, шт. Гавайи, было показано в 38 странах, правда, в США, ввиду проводившегося в тот день чемпионата по футболу, телеконцерт вышел в эфир лишь в апреле. Официально считается, что «Aloha from Hawaii» просмотрело более миллиарда человек, однако эта цифра подвергается сомнению. Гонорар за выступление составил 900 000 долларов, а вся прибыль с билетов была передана в благотворительный фонд борьбы с раком. Двойной альбом с записью концерта вышел 4 февраля и в мае занял 1-е место в американском хит-параде.

## Последние годы (1973—1977)

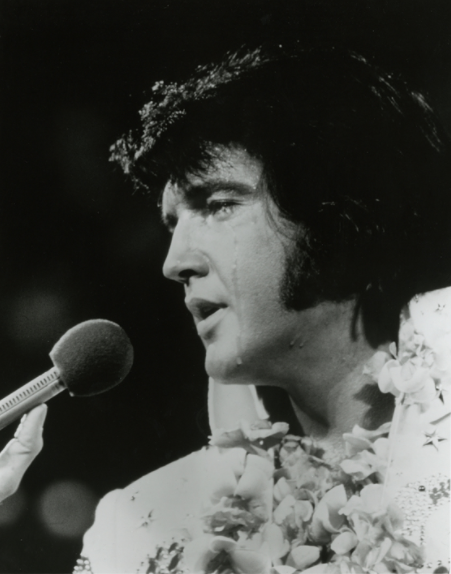
Концерт «Aloha From Hawaii», 1973 год

### Проблемы со здоровьем
В истории болезни Пресли указано четыре эпизода черепно-мозговой травмы. Первый задокументированный случай травмы головы произошёл в 1956 году. Сообщается, что Элвис остановил свой Линкольн Континенталь на заправочной станции в Мемфисе и попросил служащего проверить его кондиционер. Когда прохожие заметили Пресли, они окружили его и попросили автограф. Служащий попросил его отойти в сторону, Элвис ответил: «Хорошо, чувак, просто дай мне минуту», — и продолжил раздавать автографы. Это разозлило служащего, который ударил Пресли по лицу. Элвис нанёс ответный удар, и в драку вступил ещё один сопровождающий. В конце концов все трое были арестованы по обвинению в нападении, нанесении побоев и хулиганстве.
Позже в том же году Элвис и его музыканты сидели за длинным столом в шикарном зале Shalimar отеля Commodore Perry в Толидо. Молодой неотесанный строитель, очевидно, хотел произвести впечатление на девушку, с которой познакомился в баре. Он подошёл к столу Пресли и резко спросил: «Вы Элвис Пресли?». Элвис встал и протянул руку для рукопожатия, но вместо того, чтобы пожать ему руку, мужчина ударил Элвиса по лицу. На мгновение Пресли был ошеломлен.
Незадолго до того, как он поступил в армию в 1958 году, Элвис забронировал Rainbow Rollerdome в Мемфисе на 7 ночей подряд и собрал группу скейтеров, чтобы играть в бесконечные придуманные им самим «военные» игры. Элвис, по крайней мере, один раз был сбит с ног ударом всего тела другого скейтера. Игры были достаточно жёсткими, Элвис снабдил каждого фигуриста таблеткой оксикодона/аспирина (Перкодан). Он выпивал по меньшей мере 4 перкодана за раз.
Самая серьёзная травма головы произошла в Бель-Эйр, Лос-Анджелес, в 1967 году, как раз перед тем, как он снялся в фильме «Пикник у моря». Он споткнулся о телевизионный шнур в ванной и, падая вперёд, ударился головой о фарфоровую ванну. Пресли был без сознания и пролежал там неопределённое количество времени. В конце концов он проснулся и начал ругаться, что разбудило его подругу, а позже и жену Присциллу, которая обнаружила его распростёртым на полу. Элвис обхватил голову руками, на ней образовалась шишка размером с мяч для гольфа. Были вызваны врачи. На следующий день его самочувствие оставалось плохим, и его пришлось отвезти обратно в Мемфис, чтобы восстановить силы. Его помощники описали его настроение как подавленное.
После четвёртой травмы головы поведение Элвиса становилось все более беспорядочным и иррациональным. Сообщается, что в 1975 году он отказался мыться, и на его теле появились язвы. Он заказал неизвестные таблетки из Швеции, которые якобы должны были очистить его изнутри. За 2 недели госпитализации в августе-сентябре 1975 года он жаловался на 26 головных болей, 14 приступов бессонницы и общую боль, во всём теле 4-5 раз за каждую смену ухода.
Через несколько недель после гавайского концерта Пресли отыгрывал свой восьмой сезон в Лас-Вегасе, в течение которого певцу впервые пришлось пропустить несколько выступлений. Стали давать знать о себе накопившиеся проблемы со здоровьем. Уже на протяжении многих лет Элвис Пресли был зависим от официально прописываемых лекарств, которые стали для него наркотиками. Всё началось с армейских дней, когда музыкант и его окружение принимали лекарства, чтобы иметь возможность не спать и развлекаться ночи напролёт. Затем ему стали требоваться лекарства, чтобы можно было уснуть. Зависимость же начала развиваться по возвращении из армии в Голливуд с его вечеринками и ночной жизнью. Пресли стал также употреблять лекарства, направленные на потерю веса, — чтобы поддерживать форму для фильмов и позже — для гастролей. Плотный график сезонных выступлений в Лас-Вегасе (два концерта в день, в 10 часов вечера — dinner show — и полночь — midnight show — в течение 4 недель) также не располагал к естественному расслаблению: требовались лекарства, чтобы успокоиться после возбуждения от выступления, затем чтобы вновь обрести бодрость.
В итоге к началу 1970-х годов Пресли находился в большой зависимости от лекарств, и организм певца стал не выдерживать подобной медицины; к этому добавились глаукома на оба глаза, обнаруженная в марте 1970 года (вынудившая певца носить тёмные очки), кровоточащая язва желудка, боль в позвоночнике, гипертония, хронический гепатит, заболевание лёгких и мегаколон. По болезни всё чаще стали пропускаться концерты (особенно в течение контрактных сезонов в Лас-Вегасе); в октябре 1973 года Пресли в первый раз попал в больницу, где проходил длительное очищение организма; в 1975—1977 годах певец подвергся госпитализации ещё несколько раз. При этом сам певец совершенно не считал все эти лекарства наркотиками, так как они выдавались по рецептам его лечащих врачей. В итоге вместо того, чтобы пытаться решить проблему зависимости, Пресли предпочитал более внимательно изучать медицинские характеристики своих лекарств, чтобы избежать побочных эффектов и возможной передозировки.
Лекарственная нагрузка в сочетании с болезнями сказалась на повседневной жизни Пресли: у него развивалась подозрительность: комнаты его особняка были оборудованы коммуникационной системой «Intercom», позволявшей круглосуточно связываться c телохранителями; также по поместью были установлены камеры слежения. Кроме того, у певца полностью изменился режим. Все его комнаты в Грейсленде и в отелях были в полумраке, при помощи кондиционеров в его спальне устанавливалась предельно холодная температура, которую мог переносить певец (окна гостиничных номеров также заклеивались фольгой, чтобы не допустить солнечного света и тепла). Ко сну Пресли отходил утром, а пробуждался во второй половине дня. Поэтому хождения по магазинам, поездки в кино и т. п. проходили ночью. Такого же распорядка придерживалось и его ближайшее окружение — «мемфисская мафия» (в 2006 году в «Грейсленде» состоялась выставка на тему ночной жизни Пресли «Elvis After Dark»).

### Концерты
Несмотря на все эти проблемы, Элвис Пресли неустанно выступал на сцене: с 1969 по 1977 год им было дано около 1100 концертов в США. Его сезонные шоу в Лас-Вегасе всё так же продолжались, хотя самому музыканту они, очевидно, наскучили после первых двух-трёх лет, что отражалось на выступлениях: Пресли зачастую быстро пропевал свой репертуар, состоящий из старых хитов и немногих новых песен, при этом он более охотно вёл всё более увеличивающиеся монологи разнообразного характера (от рассказов об истории с покупкой бриллиантов до рассуждений о Библии). Качество концертов целиком зависело от настроения певца. В 1976 году сезонный контракт в Лас-Вегасе был прерван (за весь год Пресли выступал лишь в декабре на свободной основе). Несмотря на то, что записи Пресли всё реже попадали в хит-парады, на концертах был аншлаг. Поэтому, несмотря на всё более частые холодные рецензии в прессе, любое его турне было гарантированным успехом, что привело Пресли к финансовой и психологической зависимости от гастролей, которые следовали одни за другими, часто лишая певца необходимого отдыха.

### Новые альбомы
К середине 1970-х годов для RCA Records стала очевидной апатия Пресли к записям в студии. После студийных «марафонов» 1969—1971 годов певец резко снизил регулярность записей новых песен. Снизилась и продолжительность сессий: Пресли лишь пел под сопровождение небольшой группы (без него затем накладывались подпевки, оркестр и т. п.), количество дублей было минимальным, записи прерывались по любому поводу. Ситуация была схожа с шестидесятыми годами: тогда Пресли концентрировал всё внимание на кинокарьере и почти ничего, кроме кинопесен, не записывал, теперь такой же акцент был перенесён на гастроли. RCA были вынуждены искать новые пути для маркетинга певца. Начались многочисленные, прежде нехарактерные, издания сборников, концертов, коллекционных пластинок. Новые студийные записи предусмотрительно лежали на полках и выходили лишь, когда становилось очевидным, что певец будет записывать новый материал, или наоборот, когда новых пластинок уже катастрофически не хватало. В 1973—1975 годах вышли альбомы Raised On Rock (1973), Good Times (1974), Promised Land (1975), Today (1975) — все состоявшие в большинстве своём из поп-баллад и песен в стиле кантри.
В феврале 1976 года компания RCA сама привезла свою передвижную студию в «Грейсленд», чтобы Пресли мог записываться, не выходя из дома (один из альбомов — Raised On Rock — уже был частично записан аналогичным образом дома в Калифорнии). Итогом стали 12 песен, которые моментально пошли на новые синглы и альбом, гордо озаглавленный From Elvis Presley Boulevard, Memphis, Tennessee (Recorded Live) (в 1976 году часть шоссе, где находился «Грейсленд», была переименована в Бульвар Элвиса Пресли). Однако этот успех не удалось привести к регулярной практике: следующая попытка записи в «Грейсленде» в октябре того же года прервалась после всего четырёх песен.
Усилившиеся разногласия между Элвисом и Томом Паркером по поводу его диктаторского стиля работы и вопросов, касавшихся участия Элвиса в финансовых операциях касательно его активов, приводили (согласно свидетельствам друзей Элвиса из «Мемфисской банды») к постоянным противоречиям и противостоянию.
В феврале 1977 года Элвиса удалось уговорить на запись нового альбома в студиях RCA. Певец вылетел в Нашвилл, но на сессии так и не появился, сославшись на горло; собравшиеся музыканты вынуждены были разойтись. В итоге продюсер Пресли Фелтон Джарвис решил использовать весь оставшийся материал с домашних сессий 1976 года (6 песен) и дополнить его записями с последних концертов. Так в июне 1977 года вышел последний альбом Элвиса Пресли Moody Blue.

### Последние гастроли
Пресли и Линда Томпсон расстались в ноябре 1976 года, и он начал встречаться с моделью Джинджер Олден. Он сделал Олден предложение и подарил ей кольцо два месяца спустя, хотя несколько его друзей позже утверждали, что у него не было серьёзных намерений жениться снова. Отец Пресли утверждал, что его сын был влюблён в Джинджер, хотел жениться на ней и мечтал о сыне. Но незадолго до смерти певца у пары стали возникать конфликты. Один из друзей Пресли, Марти Лэкер, говорил: «Джинджер была одной из худших девушек, которых когда-либо выбирал Элвис. Она всегда разочаровывала его. Она не любила его и даже не хотела быть рядом с ним. Она не хотела переезжать в Грейсленд, ей не нравилось оставаться там на ночь и она не любила ездить с ним в туры».
Журналист Тони Шерман писал, что к началу 1977 года он превратился в гротескную карикатуру на того холеного и энергичного Пресли, которого поклонники когда-то знали. Он сильно набрал вес, а его разум был притуплен таблетками, которые он ежедневно принимал. Он едва мог продержаться на своих сокращённых концертах. В Александрии, штат Луизиана, он пробыл на сцене меньше часа, и «его было невозможно понять».
31 марта Пресли отменил выступление в Батон-Руже, не в силах встать со своей гостиничной кровати. В общей сложности пришлось отменить и перенести четыре концерта. Несмотря на ускоряющееся ухудшение своего здоровья, Пресли придерживался большинства гастрольных обязательств. По словам Гуральника, фанаты все больше заявляли о своём разочаровании, но всё это, казалось, проходило мимо Пресли, чей мир теперь почти полностью ограничивался его комнатой и книгами о спиритизме. Двоюродный брат Пресли, Билли Смит, вспоминал, как он сидел в своей комнате и болтал часами, иногда пересказывая любимые скетчи Монти Пайтона и свои собственные прошлые выходки, но чаще он был охвачен параноидальными навязчивыми идеями, которые напоминали Смиту Говарда Хьюза.
Всю зиму и весну 1977 года Элвис Пресли активно гастролировал по Америке. В апреле его выступления неожиданно прервались из-за вынужденной госпитализации. Выписавшись из мемфисской больницы, Пресли вновь отправился в одно мини-турне за другим. Именно в это время Том Паркер вёл переговоры с «Си-би-эс» о съёмках нового телешоу, составленного из записей с концертов. Режиссёров, отснявших первые пробы, выступления Пресли привели в недоумение: перед ними была поставлена задача запечатлеть малоподвижную ныне фигуру Пресли, равнодушное большей частью пение и общий болезненный облик певца, к тому времени также значительно набравшего вес. Съёмки, тем не менее, были назначены на 19 июня 1977 года в Омахе. Выступление было вялым и мало подходило для масштабного телешоу. Однако его более-менее компенсировал второй концерт в Рапид-Сити 21 июня, на котором Пресли был явно в хорошем настроении и полон энергии. Возможно, эти выступления не увидели бы свет, если бы не последовавшая вскоре смерть Пресли: со времени телетрансляции шоу «Элвис на концерте» в октябре 1977 года компания Пресли неоднократно подтверждает своё нежелание выхода этих телесъёмок на видео, ссылаясь на возможный вред имиджу «короля рок-н-ролла» со стороны СМИ.
21 июня 1977 года Элвис Пресли исполнил песню «Unchained Melody» на концерте в Рапид-Сити, Южная Дакота. Это выступление, описанное как последний великий момент в его карьере, было записано для его последнего телевизионного специального выпуска за два месяца до его смерти в августе 1977 года. Песня достигла 6-го места в кантри-чартах США и Канады и была сертифицирована Music Canada как золотая 10 июля 1986 года. Другая концертная версия, записанная ранее 24 апреля 1977 года на Crisler Arena в Анн-Арборе, штат Мичиган, была включена в его последний альбом Moody Blue. Обе версии имели студийные наложения с дополнительными инструментами, добавленными до их выпуска.

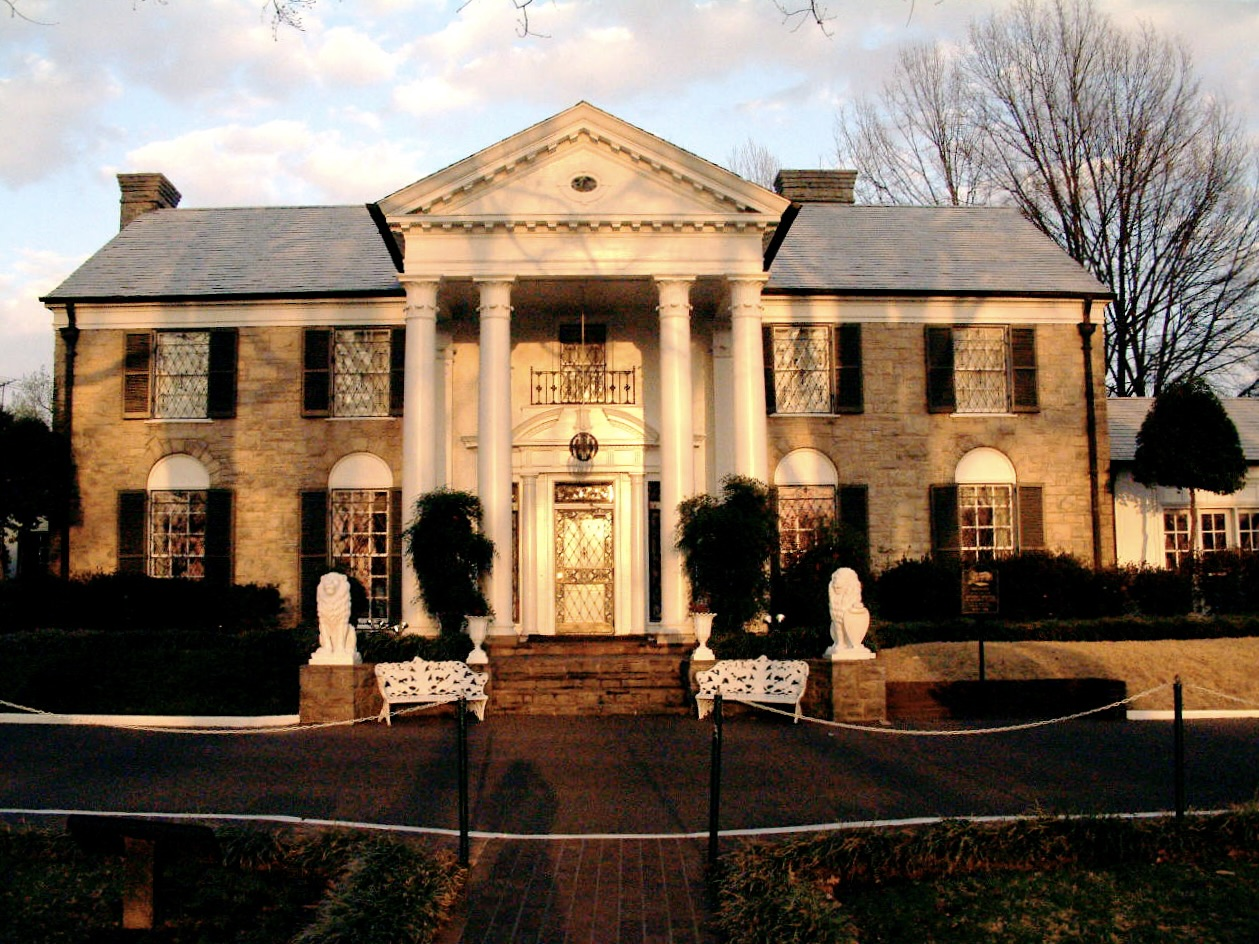
Поместье «Грейсленд», принадлежавшее Элвису. В 1970-е годы Пресли проводил там всё своё свободное время

 Окончив выступление в Индианаполисе 26 июня, Пресли вернулся в «Грейсленд», в котором пребывал в обычной праздности, отдыхая перед новыми гастролями, назначенными на 17 августа. Последние месяцы его жизни были омрачены вышедшей в июле 1977 года книгой «Что случилось, Элвис?», написанной Редом и Сонни Вестами с Дэвидом Геблером, телохранителями Пресли, уволенными за год до публикации (Ред и Сонни Весты были одними из самых старых и близких друзей Пресли, знавших его ещё со школы; их увольнение было инициировано отцом Пресли, посчитавшим, что слишком много людей живёт за счёт его сына). В книге освещалась повседневная жизнь «короля рок-н-ролла», вызвавшая шок у миллионов поклонников по всему миру (книга описывала агрессивные выходки Пресли в гостиницах, его наркотическую привязанность, болезненную подозрительность и многое другое, что до того было скрыто от публики). Элвис погрузился в депрессию, чувствуя себя преданным. Он был опустошён книгой и безуспешно пытался остановить её публикацию, предлагая издателям деньги. К этому моменту он страдал от глаукомы, гипертонии, повреждения печени и увеличения толстой кишки, и всё это было усилено — и, возможно, вызвано — злоупотреблением наркотиками.

### Смерть

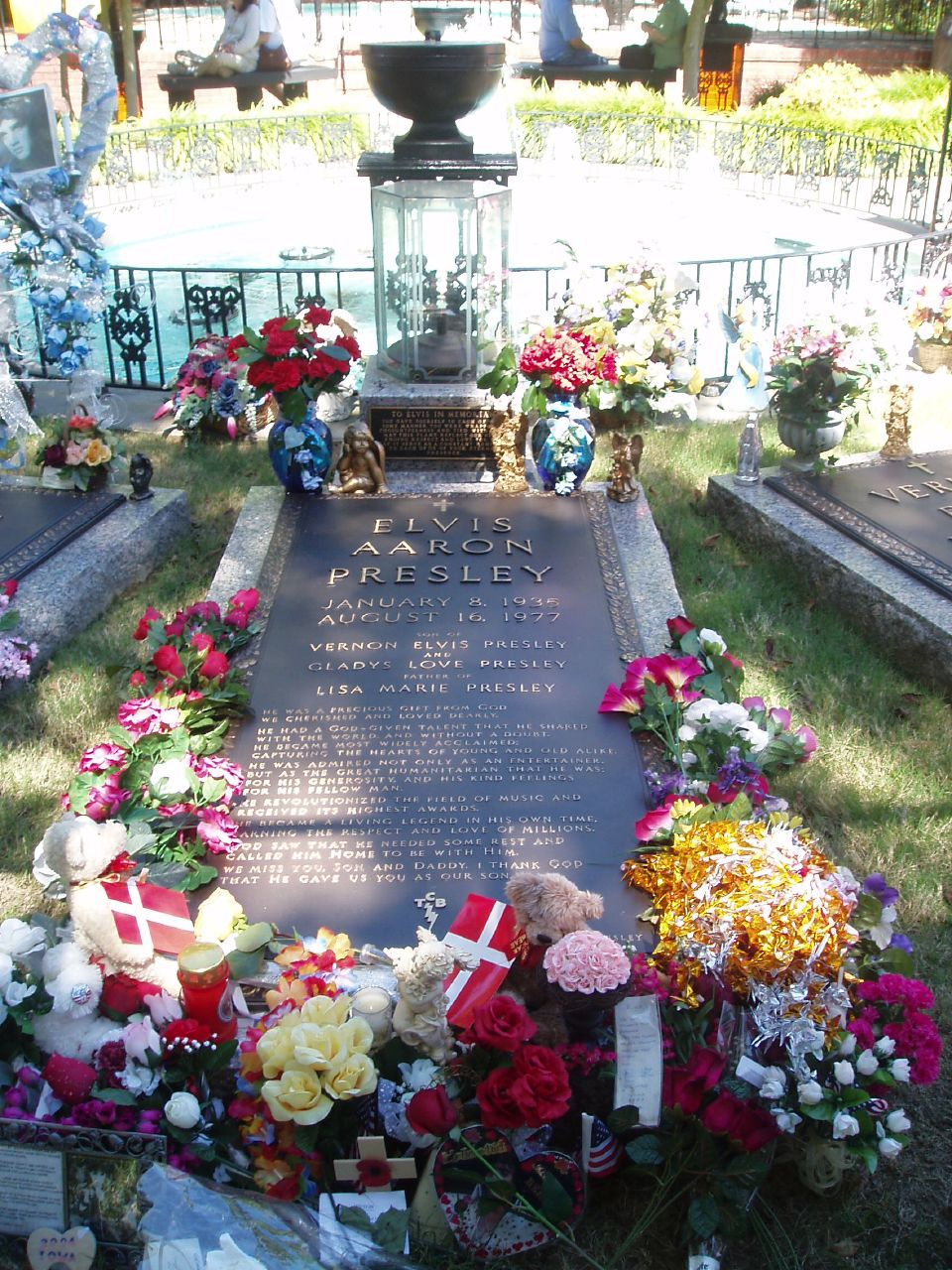
Могила Элвиса Пресли

16 августа 1977 года Пресли, как обычно, приехал в своё поместье глубоко за полночь, вернувшись от стоматолога. Остаток ночи прошёл в разговорах о предстоящих через два дня гастролях, о книге его телохранителей, о планах помолвки с его новой подругой Джинджер Олден. Утром Пресли принял дозу успокоительного, но спустя несколько часов, не имея возможности заснуть, принял ещё одну дозу, оказавшуюся критической. После этого он провёл какое-то время, читая книги в ванной комнате, устроенной на манер будуара.
Около двух часов дня 16 августа Олден, проснувшись и не обнаружив Элвиса в постели, пошла в ванную комнату, где нашла его бездыханное тело на полу.
Срочно была вызвана скорая помощь, доставившая Пресли в реанимацию, хотя было очевидно, что все предпринятые усилия напрасны.
В четыре часа дня было сделано официальное заявление о смерти — по причине сердечной недостаточности, — однако вскрытие показало, что причиной остановки сердца стала именно чрезмерная доза различных медикаментов (по другим данным — наркотиков); тем не менее, вследствие полузасекреченного характера расследования существует также множество других версий смерти, наряду с популярной легендой, что певец до сих пор жив. После заявления о смерти у ограды поместья «Грейсленд» стали собираться тысячные толпы поклонников.
Пресли был похоронен 18 августа 1977 года на кладбище, несколько месяцев спустя его прах был перенесён в «Грейсленд» после попытки взлома его гроба людьми, желавшими проверить, действительно ли «король рок-н-ролла» умер.

### Причина смерти
В то время как вскрытие, проведённое в тот же день, когда умер Пресли, все ещё продолжалось, судебно-медицинский эксперт из Мемфиса Джерри Франциско объявил, что непосредственной причиной смерти была остановка сердца. На вопрос, были ли замешаны наркотики, он заявил, что наркотики не сыграли никакой роли в смерти Пресли. На самом деле, употребление наркотиков могло спровоцировать смерть Пресли, пишет Гуральник. Патологоанатомы, проводившие вскрытие, сочли возможным, например, что он перенёс анафилактический шок, вызванный таблетками кодеина, которые он получил от своего дантиста и на которые, как было известно, у него была аллергия. Пара лабораторных отчётов, поданных два месяца спустя, убедительно свидетельствовала о том, что полипрагмазия была основной причиной смерти. В одном из отчётов сообщалось о четырнадцати наркотиках в организме Элвиса, десять из них в значительном количестве.
В 1979 году судебный патолог Сирил Вехт провёл обзор отчётов и пришёл к выводу, что комбинация препаратов, угнетающих центральную нервную систему, привела к смерти Пресли от несчастного случая. Судебный историк и патолог Майкл Баден рассматривал ситуацию как сложную: у Элвиса долгое время было увеличено сердце. Это, вместе с его пристрастием к наркотикам, стало причиной его смерти.
Компетентность и этика двух медицинских работников, задействованных в центре, были серьёзно поставлены под сомнение. Франциско назвал причину смерти до завершения вскрытия, утверждал, что основной причиной была сердечная аритмия, состояние, которое может быть определено только у того, кто ещё жив и отрицал, что наркотики сыграли какую-либо роль в смерти Пресли до того, как стали известны результаты токсикологии. Хотя судебный процесс 1981 года над главным врачом Пресли, Джорджем Никопулосом снял с него уголовную ответственность за смерть певца, факты были поразительными: только за первые восемь месяцев 1977 года он прописал более 10 000 доз седативных средств, амфетаминов и наркотиков: все на имя Элвиса. Его лицензия была приостановлена на три месяца. Лицензия была отобрана окончательно в 1990-х годах после того, как Медицинский совет Теннесси выдвинул новые обвинения против него в чрезмерном отпуске лекарств.
На раннем этапе тщательное вскрытие тела подтвердило, что Элвис был хронически болен диабетом, глаукомой и запорами. По ходу дела врачи увидели доказательства того, что его организм в течение многих лет подвергался воздействию большого и постоянного потока наркотиков. Они также изучили его больничные записи, которые включали две госпитализации в целях детоксикации от наркотиков и лечения метадоном. Писатель Фрэнк Коффи считал, что смерть Пресли была вызвана феноменом, при котором напряжение в туалете приводило к остановке сердца — правдоподобно, потому что Элвис страдал запором, обычной реакцией при злоупотреблении наркотиками. В схожих выражениях Дэн Уорлик, присутствовавший на вскрытии, считает, что хронический запор Пресли — результат многолетнего злоупотребления отпускаемыми по рецепту лекарствами и переедания с высоким содержанием жиров и холестерина — вызвал упомянутый выше феномен. Проще говоря, напряжение при попытке испражниться сдавило брюшную аорту певца, остановив его сердце.
Однако в 2013 году доктор Форест Теннант, который давал показания в качестве свидетеля защиты на процессе Никопулоса, описал свой собственный анализ доступных медицинских записей Пресли. Он пришёл к выводу, что злоупотребление наркотиками Пресли привело к его падению в 1967 году, травмам головы и передозировкам, которые повредили его мозг, и что его смерть была частично вызвана токсической реакцией на кодеин, усугубленной необнаруженным дефектом ферментов печени, который может вызвать внезапную сердечную аритмию. Анализ ДНК в 2014 году образца волос, принадлежавшего Пресли, обнаружил доказательства генетических вариантов, которые могут привести к глаукоме, мигреням и ожирению, также был выявлен вариант, связанный с заболеванием сердечной мышцы — гипертрофической кардиомиопатией.

## Разногласия по поводу смерти
Сразу же после смерти Пресли возникли слухи о том, что певец на самом деле жив. Уже через месяц его могила подверглась осквернению, когда кто-то хотел проверить, на самом ли деле Пресли мёртв.
В конце 1980-х годов появились публикации о «жизни» Пресли после смерти: певец якобы сознательно осуществил постановку своей смерти, чтобы удалиться от надоевшего ему мира шоу-бизнеса и предаться духовному совершенствованию (Пресли действительно был подвержен духовным исканиям в последние годы); по другой версии, Пресли удалился на длительное лечение от наркотиков, но упустил время и не смог вернуться обратно на сцену. Эта теория о фиктивной смерти в 1977 году подпитывается несколькими фактами: засекреченный характер медицинского расследования причины смерти; отсутствие фотографии тела певца; изменение среднего имени на могиле (Пресли якобы таким образом не считал бы себя похороненным); и, конечно, психологическое нежелание миллионов поклонников принять столь неожиданные обстоятельства преждевременной смерти. К этому добавились периодические свидетельства людей, видевших Пресли в различных местах планеты. Эта теория прочно вошла в поп-культурную мифологию о Пресли, нередко с оттенком иронии.
В 1991 году лос-анджелесская газета напечатала скандальный репортаж о встрече с «живым» Пресли.
В 2006 году в американских СМИ появилась история о «тайной жизни» Пресли, который якобы умер не в 1977-м, а в середине 1990-х годов.
В рамках проекта Dead Famous DNA была выдвинута теория о генетической предрасположенности Элвиса к проблемам со здоровьем.
С конца 1980-х годов в США распространились разнообразные религиозные организации, обожествляющие Пресли и ожидающие его «второго пришествия».

## Дискография и фильмография
- Дискография Элвиса Пресли
- Фильмография Элвиса Пресли
- Алфавитный список песен Элвиса Пресли

## Музыкальные достижения
В мире продано более миллиарда пластинок (винил и компакт-диски) Пресли (при этом 60 % всех продаж приходится только на США). В США у Пресли 150 альбомов, которые достигли золотого, платинового или мультиплатинового статуса. Из них 10 достигли первого места в хит-парадах.
Пресли при жизни получил три награды «Грэмми», — все за духовную музыку (госпел): в 1967 году за альбом How Great Thou Art, в 1971 году за альбом He Touched Me и в 1974 году за концертную версию песни «How Great Thou Art».

## Имидж
Физическая и сексуальная привлекательность Пресли были широко признаны. Телевизионный режиссёр Стив Биндер, который не был поклонником музыки Пресли до того, как он руководил специальным выпуском 1968 года «Возвращение», сообщил: «Я должен сказать вам — остановитесь, независимо от того, являетесь ли вы мужчиной или женщиной, и посмотрите на него. Он так хорош собой».
Даже если бы вы не знали, что он суперзвезда, это не имело бы никакого значения если бы он вошёл в комнату, вы бы знали, что рядом с вами находится кто-то особенный. Его стиль исполнения, так же как и его физическая красота, были ответственны за эротизированный образ Пресли. В своём некрологе о Пресли Лестер Бэнгс назвал его «человеком, который привнёс неприкрытое вульгарное сексуальное безумие в популярное искусство Америки».
В то время как Пресли позиционировался как икона гетеросексуальности, некоторые культурные критики утверждали, что его образ был неоднозначным. В 1959 году Питер Джон Дайер из Sight and Sound описал его экранную персону как «агрессивно бисексуальную по привлекательности». Бретт Фармер помещает танец в клипе «Jailhouse Rock» в ряд кинематографических музыкальных номеров, которые предлагают «впечатляющую эротизацию, если не гомоэротизацию». Согласно анализу Ивонн Таскер, Элвис был амбивалентной фигурой, которая сформулировала своеобразную феминизированную, объективирующую версию маскулинности белого рабочего класса как агрессивное сексуальное проявление.
Имидж Пресли как секс-символа укрепляли сообщения о его романах с различными голливудскими звёздами и старлетками, от Натали Вуд в 1950-х годах до Конни Стивенс и Энн-Маргрет в 1960-х годах до Кэндис Берген и Сибилл Шепард в 1970-х годах. Джун Хуанико из Мемфиса, одна из первых девушек Пресли, позже обвинила Паркера в том, что тот поощрял его выбирать знаменитых девушек себе в пару. Пресли никогда не чувствовал себя комфортно на голливудской сцене и большинство этих отношений были несерьёзными.
Элвис держал несколько лошадей в Грейсленде и они по-прежнему играют важную роль в поместье. Бывшая местная учительница Ален Александер уже 38 лет ухаживает за лошадьми в Грейсленде. Она и Присцилла Пресли питают любовь к лошадям, и у них завязалась особая дружба. Именно из-за Присциллы Элвис привёз лошадей в Грейсленд, она рассказала: «Он подарил мне на Рождество мою первую лошадь — Домино». Александер сейчас является послом Грейсленда.
На протяжении большей части своей взрослой жизни Пресли, с его восхождением от бедности к богатству и огромной славе, казалось, воплощал образец Американской мечты. В последние годы жизни — и ещё больше после его смерти и разоблачений об обстоятельствах её возникновения — он стал символом пресыщения и обжорства. Например, всё большее внимание уделялось его пристрастию к богатой, тяжёлой южной кухне, которую он готовил в детстве, таким продуктам, как стейк, обжаренный с курицей, печенье и соус. В частности, его любовь к калорийным жареным бутербродам с арахисовым маслом, бананом и (иногда) беконом, ныне известным как «сэндвичи Элвиса», стала олицетворением этого аспекта его личности.

## Признание

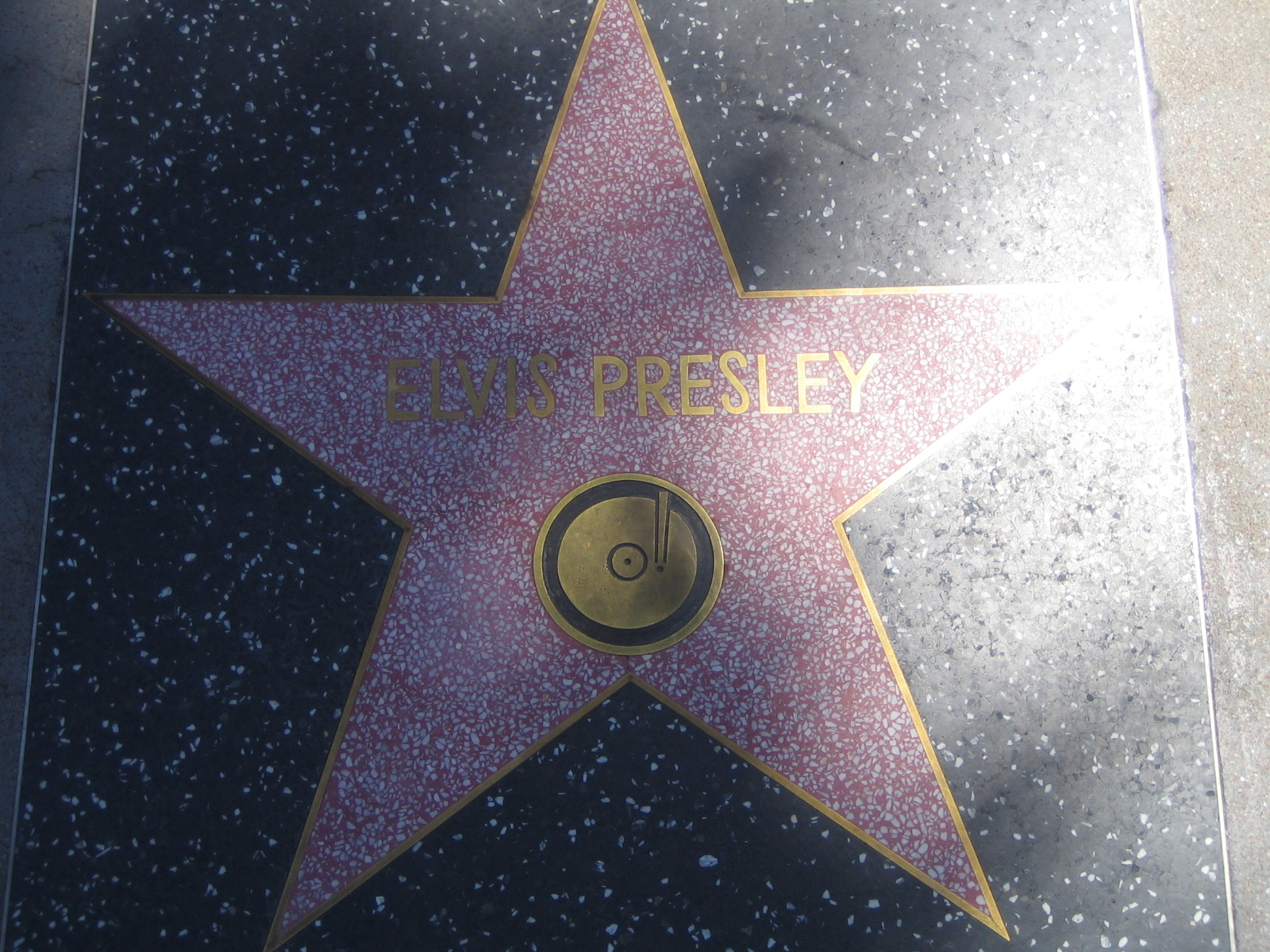
Звезда Элвиса Пресли на голливудской «Аллее славы»

Известность Пресли настолько широка, что многие люди называют его лишь по имени — Элвис. С Элвисом Пресли также ассоциируется устойчивое словосочетание «Король рок-н-ролла» (в Америке зачастую просто «Король» — англ. The King). Снято множество кино- и телефильмов, как биографических, так и имеющих лишь косвенное отношение к самой жизни Пресли, издано ещё большее количество книг (включая энциклопедии и кулинарные). Процветает обширная индустрия имитаторов Пресли по всему миру (при этом они, как правило, используют наиболее узнаваемый образ Пресли 1970-х годов). Его поместье «Грейсленд» является вторым в США после Белого дома местом по посещаемости (600 тысяч человек в год).
Музыка Элвиса Пресли продолжает издаваться, не теряя оборотов (см. ниже ссылку на подробную дискографию). Периодически проводятся масштабные маркетинговые кампании, выводящие Пресли в верхние строчки хит-парадов (выходы DVD или новых синглов). С 2002 года начались первые «официальные» выпуски танцевальных ремиксов на песни Пресли «A Little Less Conversation» (2002; ремикс Junkie XL), «Rubberneckin’» (2004; ремикс Пола Окенфолда). В 1999 году BMG основала новый лейбл Follow That Dream, который специализируется исключительно на выпуске музыкальной продукции Пресли (см. дискографию).
За достижения и вклад в области музыки Элвис Пресли получил звезду на аллее славы в Голливуде.
Всеми делами Пресли заведует компания Elvis Presley Enterprises, которой принадлежат права на коммерческое использование имён «Элвис» и «Элвис Пресли»; компания находится под частичным контролем Присциллы и Лизы-Мари Пресли. Последняя также стала певицей и выпустила три альбома, умерла 12 января 2023 года.